# Renard roux
Vous lisez un « article de qualité » labellisé en 2012.
Vulpes vulpes · Renard commun, Renard rouge
Espèce
Synonymes
- Canis vulpes Linnaeus, 1758 (protonyme)
- Canis fulvus (Desmarest, 1820)

Statut de conservation UICN

 LC  : Préoccupation mineure
Statut CITES

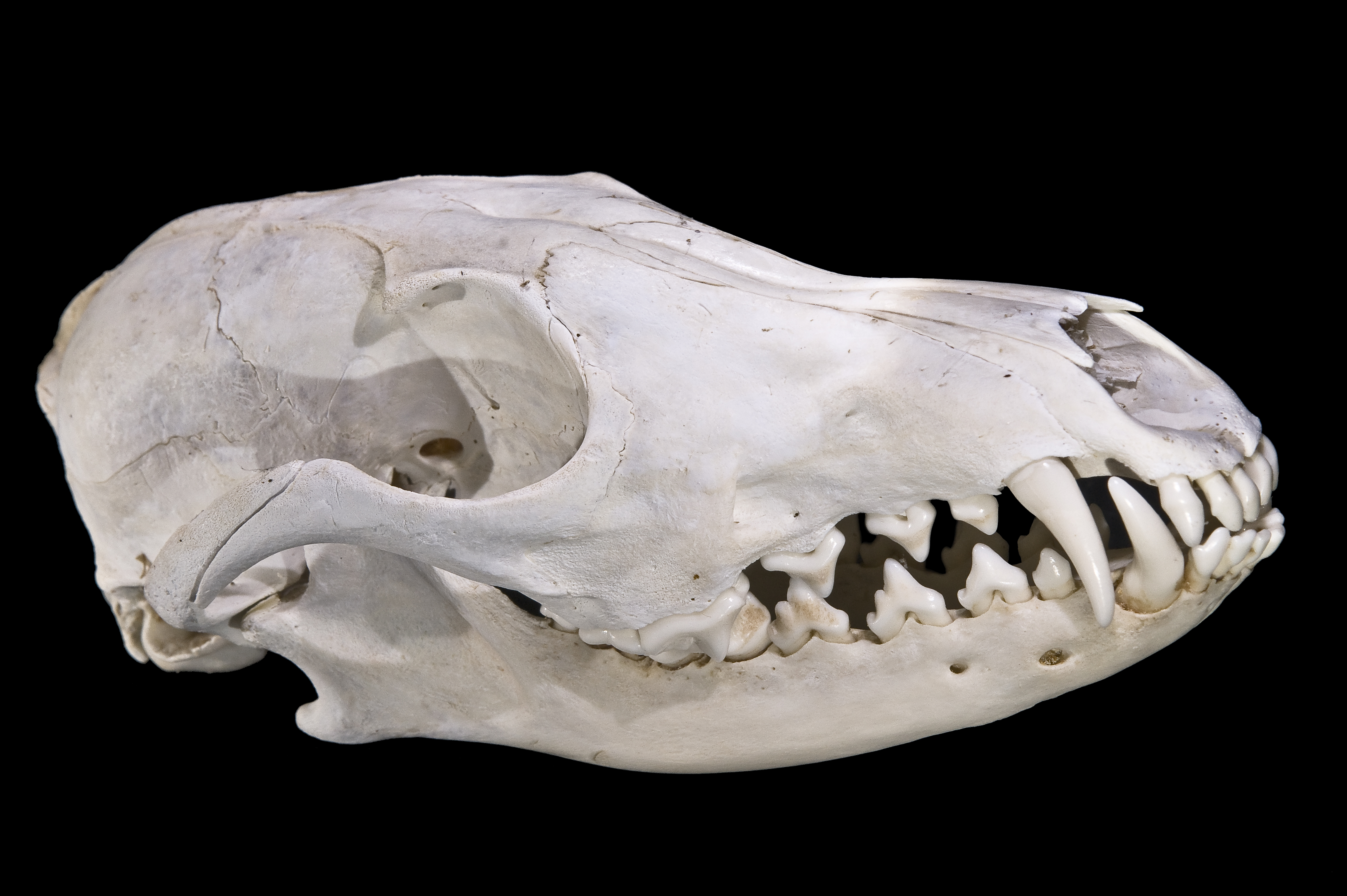
Crâne.

Le renard roux (Vulpes vulpes), appelé aussi renard commun, renard rouge ou, devenu rare, goupil (son appellation au Moyen Âge, avant que le succès du Roman de Renart ne transforme ce prénom d'origine germanique en nom commun), est une espèce de mammifère carnivore de la famille des Canidés. Il s’agit du renard le plus répandu en Eurasie, en Amérique du Nord, en Afrique du Nord et en Australie. C'est un canidé aux dimensions moyennes reconnaissables par son pelage roux souvent marqué de blanc sous le ventre et la gorge, au museau pointu, aux oreilles droites et à la queue touffue. L'espèce est classée dans l'ordre des Carnivora, mais il a un régime alimentaire omnivore à prédominance carnivore, et se nourrit surtout de rongeurs et de lapins, mais aussi d'insectes, de poissons ou de fruits. Il est ainsi très opportuniste, ce qui lui permet de s'adapter à des milieux très différents et de modifier son alimentation suivant le mois de l'année.
Le renard roux se reproduit, suivant la région, de décembre à février, pour une mise bas aux beaux jours (gestation d'environ cinquante jours). Celle-ci s'effectue à l'abri d'un terrier, alors que, le reste de l'année, le renard vit presque exclusivement au grand air. Les petits sont d'abord nourris par le lait de leur mère, puis, petit à petit, le couple de parents leur apporte de la viande. Ils commencent à sortir du terrier au bout de quatre semaines, sont sevrés à neuf semaines, et, après avoir passé l'été avec leurs parents, ils se dispersent à l'automne. L'ampleur de la dispersion et la taille des portées varient suivant les ressources alimentaires du milieu et la mortalité, permettant à l'espèce de maîtriser ses effectifs. Son opportunisme et sa grande faculté d'adaptation, qui lui ont permis de coloniser une grande partie de l'hémisphère Nord, en font l'un des mammifères les plus répandus de la planète.
Le renard roux est un animal considéré comme rusé, et souvent représenté ainsi dans les contes, comme dans les fables d'Ésope, que le fabuliste Jean de La Fontaine reprend plus tard, ou dans les légendes asiatiques, où il apparaît comme malicieux et doté de pouvoirs magiques. Il est chassé pour sa fourrure, pour le plaisir, pour ses déprédations sur les petits animaux d'élevage et aussi parce que le renard est un des vecteurs de la rage et de l'échinococcose alvéolaire, mais une campagne de vaccination anti-rabique a rapidement permis d'éradiquer la rage d'Europe de l'Ouest. En Europe les chasses à courre sont progressivement interdites depuis le XXe siècle. Le renard roux investit, petit à petit, les villes, se nourrissant de déchets et se réfugiant dans les parcs et jardins des quartiers résidentiels. Des élevages ont été créés pour approvisionner le marché de la fourrure.

## Description

### Biométrie

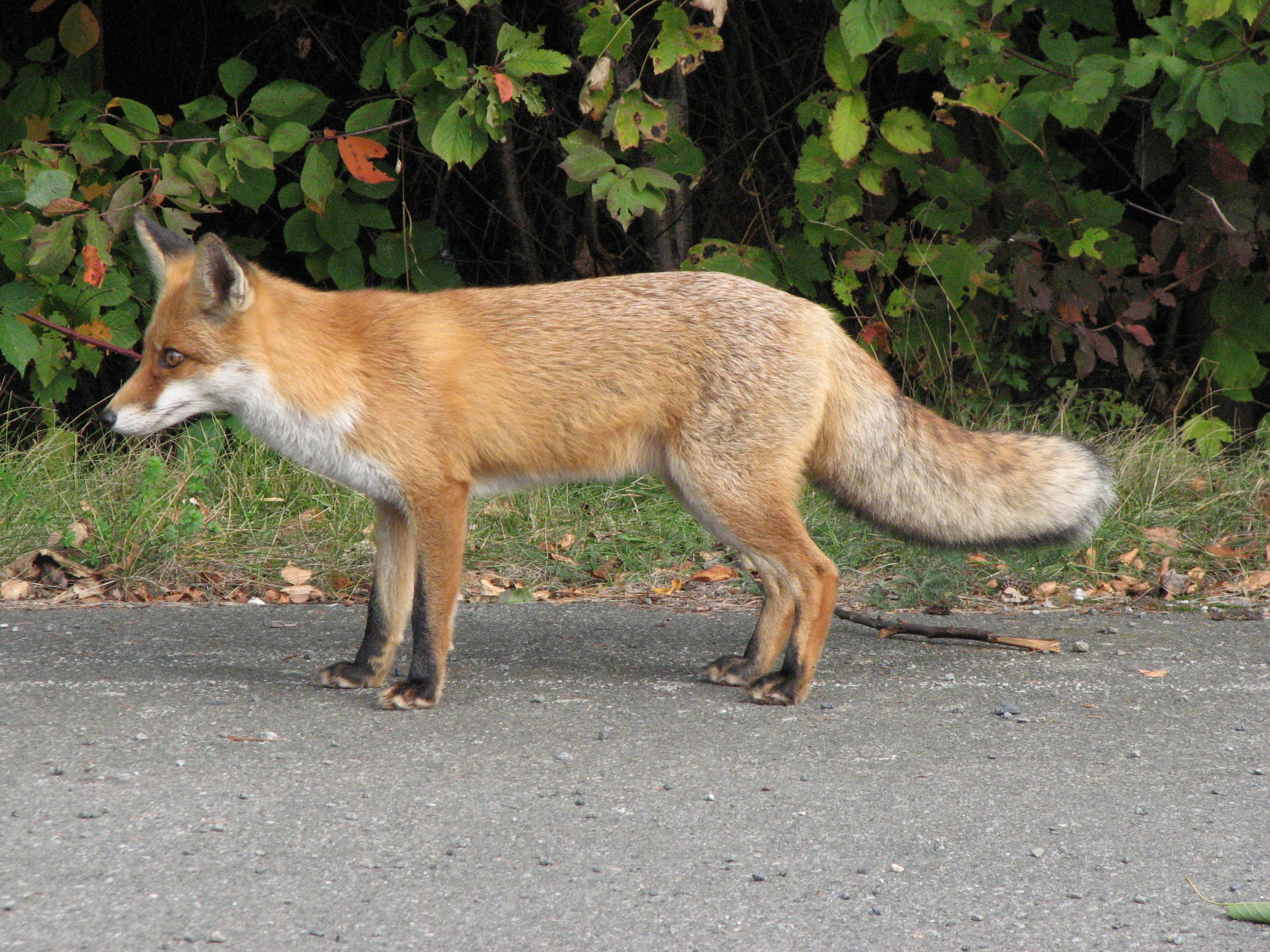
Un renard roux vu de profil.

Le renard roux est la plus grande espèce du genre Vulpes. Toutefois l'ossature du renard roux est remarquable pour sa légèreté et l'animal est nettement plus léger qu'un chien ou un coyote de sa taille. Ses os moins denses lui donnent un avantage important pour courir ; ceux de ses membres, par exemple, pèsent 30 % de moins pour une même unité de volume que ceux d'un chien de taille similaire. Le renard roux présente des variations importantes de taille suivant les individus, le sexe, l'âge et l'origine géographique. En moyenne, les adultes mesurent 35 à 40 cm de haut au garrot et 58 à 90 cm de long sans la queue qui mesure, elle, entre 32 et 49 cm. Les oreilles mesurent 7,7 à 12,5 cm et les pattes arrière 12 à 18,5 cm. Les renards roux pèsent entre 2,2 et 14 kg, avec une moyenne de 7 kg pour un mâle adulte, les femelles étant généralement 15 à 20 % moins lourdes que les mâles. Le poids varie suivant les sous-espèces et suivant les individus, mais également pour un même animal suivant son âge et suivant la saison : le renard prend progressivement du poids au cours de ses cinq premières années, en perd en mars-avril et atteint un maximum durant l'hiver. Les mâles adultes ont un crâne mesurant 129 à 167 mm, tandis que celui des femelles mesure entre 128 et 159 mm. Les empreintes des pattes avant mesurent 60 mm de long et 45 mm de large, tandis que celles des pattes arrière mesurent 55 mm de long pour 38 mm de large. Les renards roux d'Amérique du Nord sont généralement plus légers, avec un corps très allongé par rapport à leur poids et présentent un haut degré de dimorphisme sexuel. Les renards roux britanniques ont un corps plus ramassé et plus massif que les spécimens continentaux.

### Aspect général

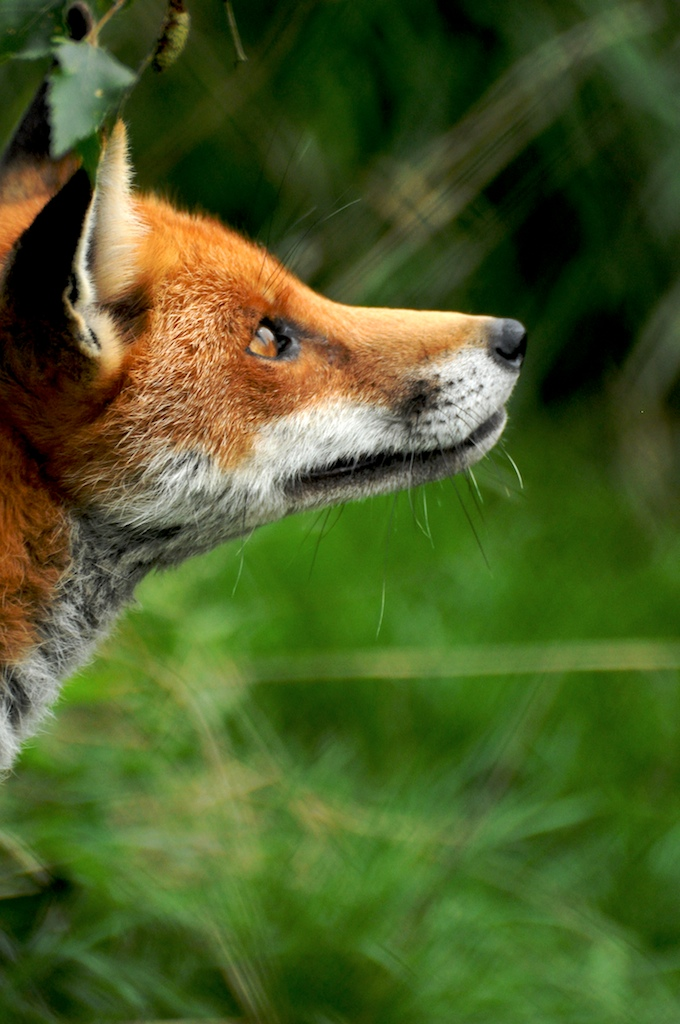
Profil d'une tête de renard roux.

Le renard roux a un corps allongé avec des membres relativement courts par rapport à sa taille. Sa queue, qui est plus longue que la moitié de son corps (elle représente généralement 70 % de la taille de son corps), est longue, duveteuse et touche le sol lorsqu'il est debout. Elle se termine par une petite touffe de poils blancs. Elle sert à l'animal de balancier et lui tient chaud quand il dort et qu'il s'en enveloppe. Les pattes avant ont cinq doigts au sol quand les pattes arrière n'en ont que quatre, le cinquième étant situé plus en hauteur,. Ces doigts se terminent par des griffes semi-rétractiles. Ils sont entourés de poils interdigitaux, en plus grand nombre pendant la période hivernale.
Le renard roux a un crâne étroit et allongé avec un museau fin se terminant par une truffe noire et une boîte crânienne peu développée. La gorge, le menton et le pourtour de la bouche sont blancs, et on distingue une tache sombre à l'arrière de la truffe, sur le côté du museau, et un larmier de même couleur, plus ou moins marqués. Il a une petite bouche, armée de 42 dents. Ses canines sont longues et pointues. Elles sont concaves, contrairement à celles du chien par exemple. Les canines de la mâchoire supérieure sont espacées de 3 cm et celles de la mâchoire inférieure de 2,6 cm. Les incisives sont légèrement inclinées vers l'intérieur, et permettent à l'animal de saisir ses proies et couper les petits morceaux de viande. Les prémolaires sont simples et pointues tandis que les molaires ont une forme plus aplatie et sont bien adaptées pour broyer les aliments, comme les os des petites proies par exemple. Les dents sont solides, avec un émail épais qui se renouvelle régulièrement. Elles sont bien aiguisées,. Les commissures des lèvres sont sombres et légèrement ascendantes, laissant un rictus sur la face de l'animal. Les yeux sont jaune ambre à verdâtres, et sont bordés de cils noirs sur la paupière supérieure. Leurs pupilles sont ovales et verticales. Elles comportent des membranes nictitantes, mais qui ne bougent que lorsque les yeux sont fermés. Les oreilles sont triangulaires et bien mobiles. Elles sont bordées de chaque côté par une rangée de poils.

### Dimorphisme sexuel
Les aspects généraux du mâle et de la femelle diffèrent peu et il n'est pas aisé de les distinguer. La femelle est en moyenne un peu plus petite et plus légère. Son ossature est également plus fine. Elle a pareillement un crâne plus petit que celui du mâle, qui comporte aussi des régions nasales plus grandes et des canines plus longues. Les femelles sont plus faciles à repérer en période d'allaitement, quand les mamelles sont apparentes. Elles ont trois paires de mamelons, mais des individus en ayant sept, neuf ou dix paires ne sont pas rares. Les testicules des mâles sont moins grands que ceux du Renard arctique (Vulpes lagopus).

### Fourrure

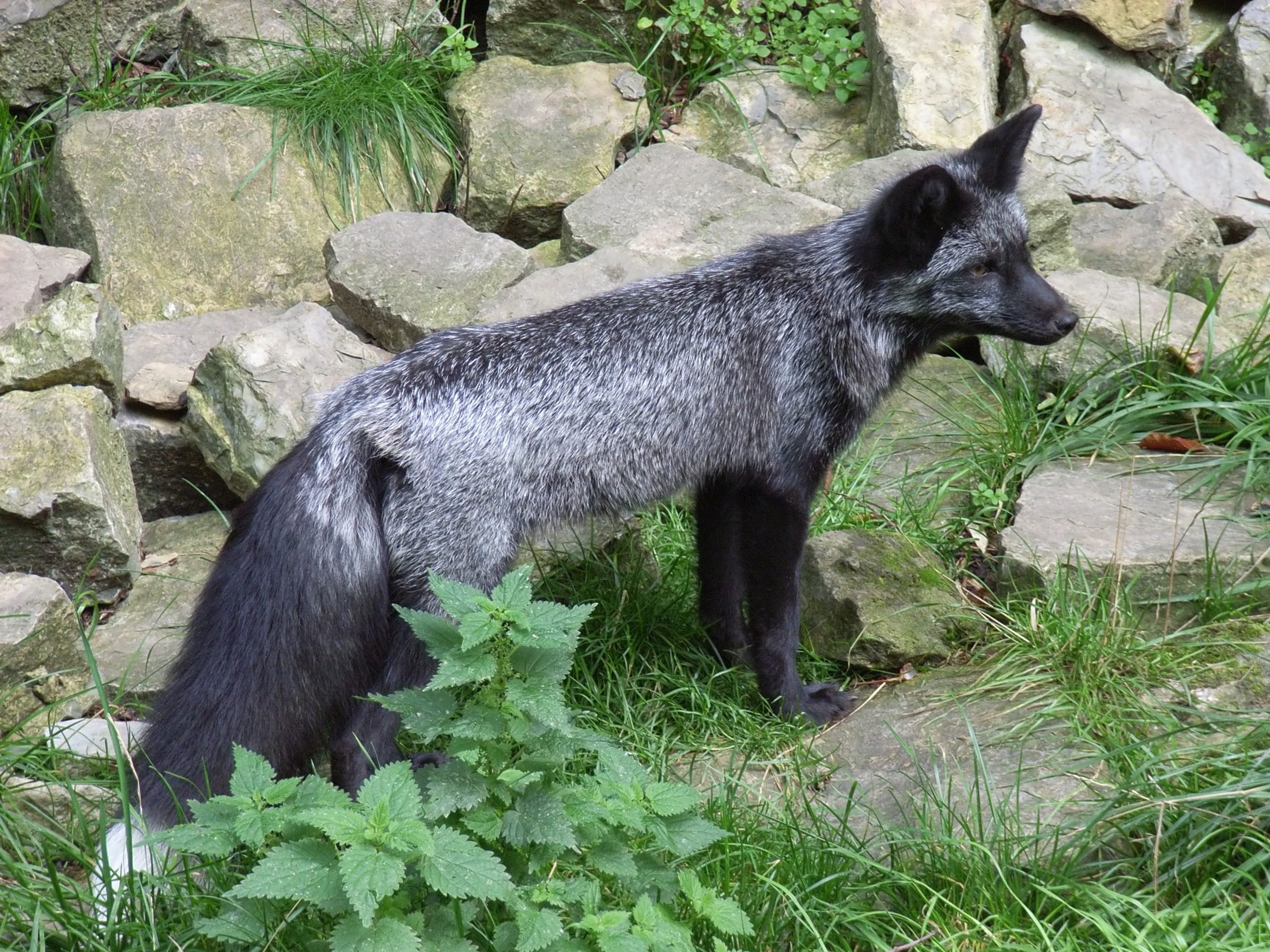
Un renard argenté domestiqué, un renard roux à la robe d’un noir brillant.

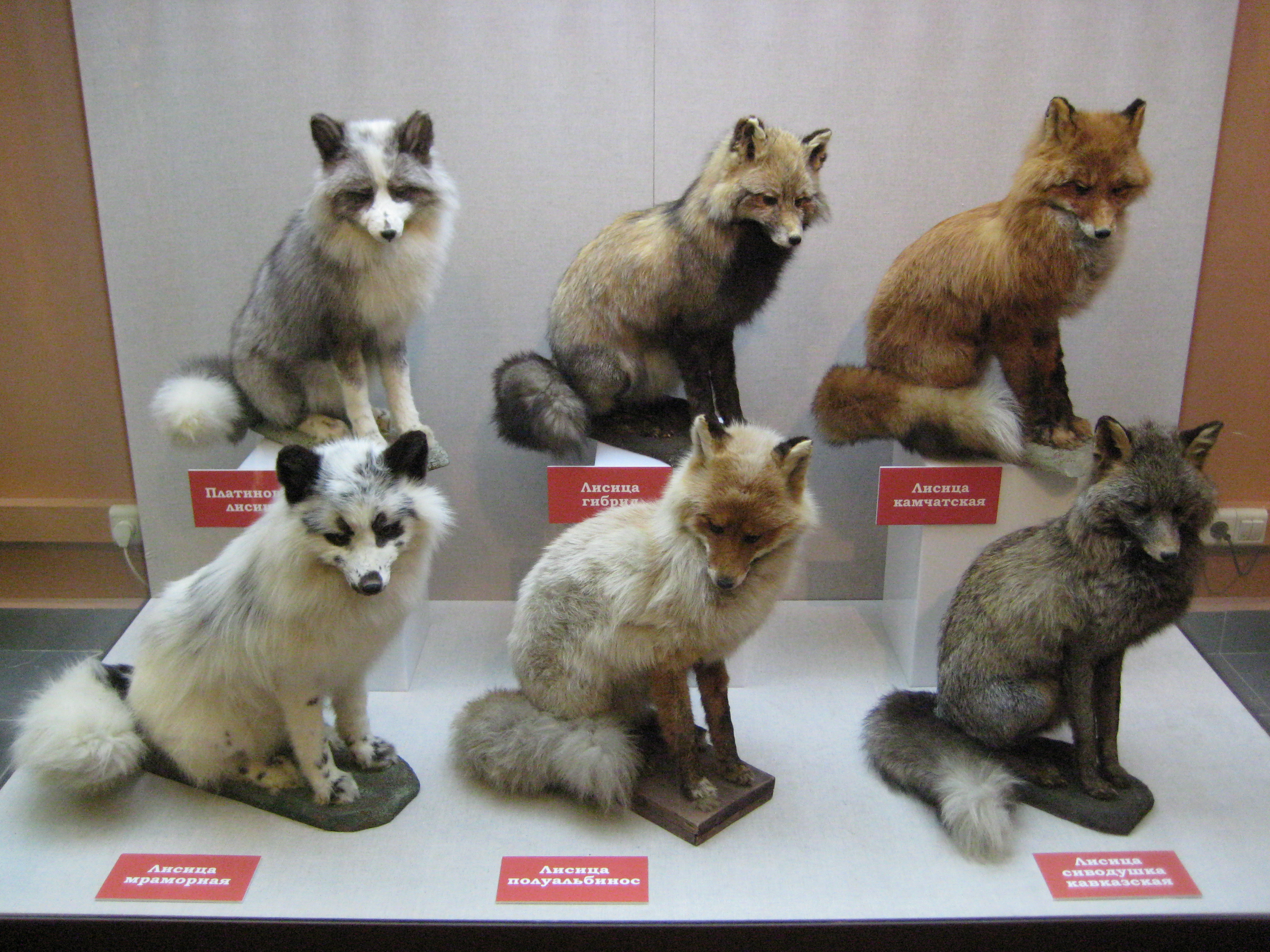
Diverses colorations de pelage.

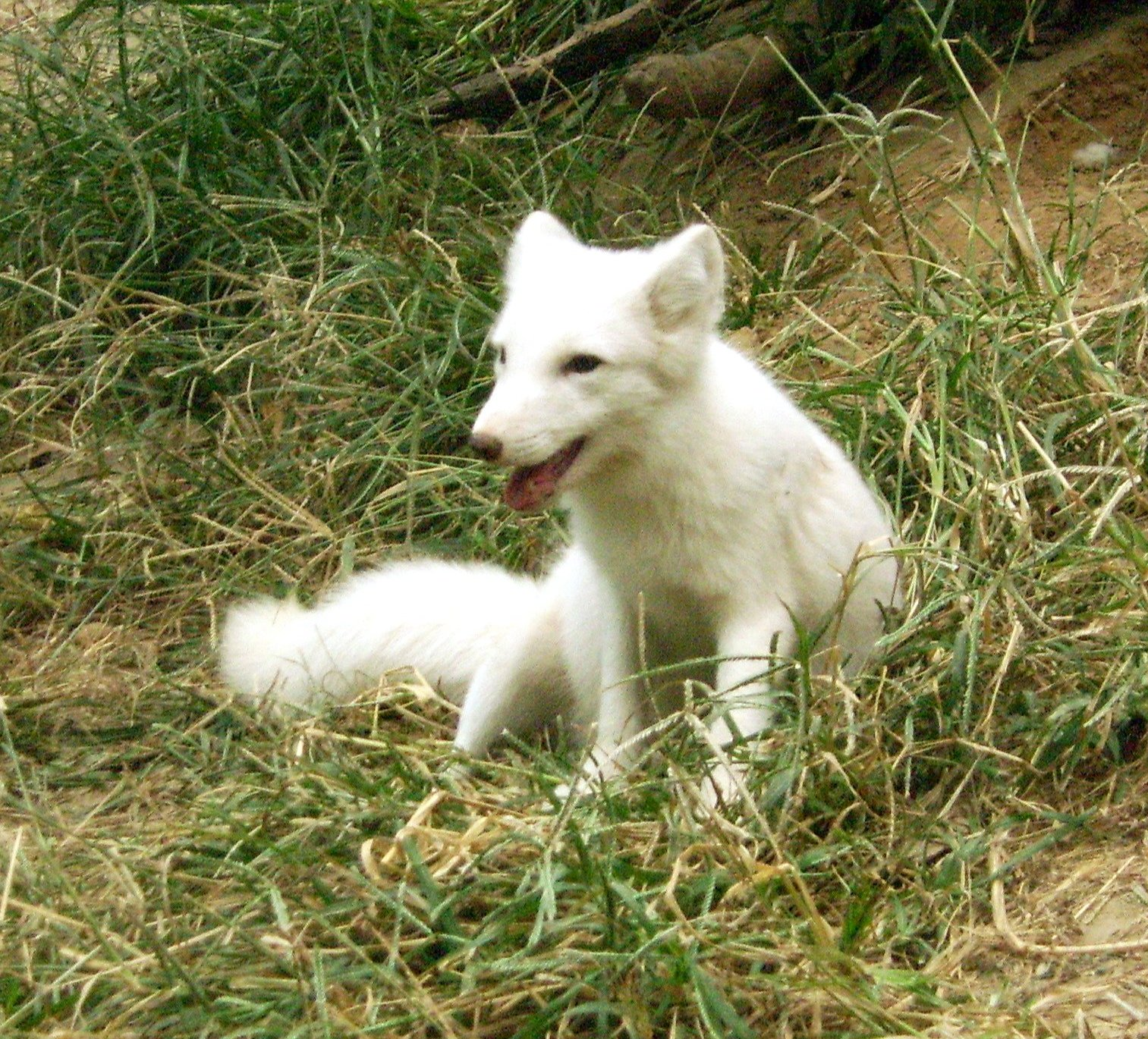
L'albinisme complet est rare chez le renard roux, ici un individu leucistisque.

La fourrure du renard roux est dense, douce, soyeuse et relativement longue, notamment en hiver. Elle lui permet de résister à des températures très basses, jusqu'à −13 °C. Elle est très longue, dense et duveteuse chez les renards du nord, mais plus courte, clairsemée et grossière chez les renards vivant plus au sud. Les renards vivant en altitude ont également un pelage plus long. Le pelage du renard est composé de deux couches de poils. Le poil de bourre constitue la couche inférieure. Il se compose de poils fins et courts d'environ 4 cm, très denses et de couleur sombre. La seconde couche de poils est composée de poils plus longs, environ 10 cm, et plus grossiers. Cette couche est nettement moins épaisse que la précédente. À la base des poils se trouvent des glandes pilo-sébacées, dont la sécrétion permet d'entretenir la fourrure de l'animal et donne à chaque individu une odeur propre.
Son pelage est généralement roux, mais comporte des variations suivant les sous-espèces. Il peut varier du jaune-beige au marron foncé. Les parties latérales du museau, la gorge, le dessous du ventre, la face interne des membres et l'extrémité de la queue sont blancs ou du moins plus clairs que le reste de l'animal,. L'extrémité des pattes est généralement noire. Les oreilles ont des poils plus clairs à l'intérieur, et sont brun foncé à noir à l'extérieur. Les pattes sont noires. On observe aussi des colorations beaucoup plus sombres, comme chez les renards charbonniers d'Amérique du Nord qui sont de couleur sombre avec un dessous noir, ou certains renards argentés avec une fourrure noire parsemée de longs poils blancs. Il existe également des formes de coloration intermédiaires, appelés renards croisés, qui comportent un motif foncé en croix sur le dos et les épaules. Les cas d'albinisme sont rares chez le renard mais existent néanmoins, souvent ce sont plutôt des individus leucistisques. Dans ce cas l'animal a le bout des oreilles et la queue noirs. On trouve de tels spécimens dans les zones forestières du sud, et ils présentent souvent diverses malformations. Ils sont plus fréquents les années où la nourriture est rare.
La mue a lieu tout au long de l'année. Les poils de bourre sont les premiers concernés, au mois d'avril, puis ce sont les poils de jarre. Ainsi au printemps le pelage du renard roux peut prendre un aspect étrange, avec des poils de longueurs différentes. Les poils repoussent tout d'abord en bas des pattes, puis les parties supérieures du corps muent progressivement durant l'été, en commençant par les flancs, puis le dos et la queue. En automne, le renard commence à retrouver progressivement son poil d'hiver, dans le même ordre que pour le perdre. Son pelage s'épaissit ensuite au début de la saison froide.

### Espèces similaires

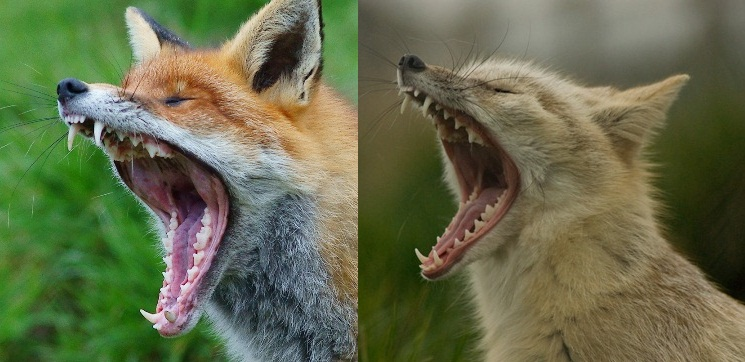
Un renard roux (à gauche) et un renard corsac (à droite) en train de bâiller.

Son crâne se distingue de celui d'un chien par son museau fin, ses canines plus fines et au profil concave et non convexe. Il est plus imposant que les autres renards, et s'en distingue facilement grâce à sa coloration caractéristique. Le renard des steppes (voir Vulpes corsac) s'en distingue par sa coloration nettement plus claire. Le renard à grandes oreilles et le renard véloce ont des oreilles nettement plus imposantes.
Bien qu'il appartienne à la famille des canidés, le renard roux présente un certain nombre de convergences anatomiques avec le chat. Tout comme lui, le chat présente en effet des vibrisses, des canines développées, un tapetum lucidum, des poils interdigitaux, une pupille verticale et des griffes rétractiles (même si elles ne le sont que partiellement chez le renard). On retrouve également des ressemblances dans le comportement, comme la posture de menace en présentant le corps latéralement à l'adversaire, la technique de chasse et le type de proies choisies ou le comportement joueur. Le chat forestier (Felis silvestris silvestris) occupe une niche écologique semblable à celle du renard, ce qui peut expliquer ces ressemblances.

## Écologie et comportement

### Comportement social

#### Territoire vital
Le renard roux est très territorial, concept social et lié à la défense d'une certaine surface, qui correspond généralement selon White et al. (1996) au « territoire vital », c'est-à-dire à l'aire exploitée par le renard pour subvenir à ses besoins.
Un territoire peut être de quelques dizaines d'hectares en ville selon Harris en 1980 d'après des suivis télémétriques, des résultats identiques ayant été produits par Trewhella et al. en 1988, Doncaster et Macdonald en 1991 et Hegglin et al. en 1998. Le territoire d'un renard roux peut cependant atteindre « plusieurs centaines d’hectares » en milieu rural ou naturel selon Artois (1989) et Henry (2004). 
Cette superficie varie également saisonnièrement en fonction des besoins énergétiques de l'animal et de l'évolution saisonnière de la ressource en aliments.
Dans une même ville (tout comme en milieu rural), le territoire vital d'un renard roux peut beaucoup varier selon la richesse des habitats disponibles (Harris et Rayner 1986) et en fonction des variations temporelles qui peuvent être importantes. Il varie selon deux facteurs :
1. la richesse trophique du milieu (disponibilités alimentaires, qui elles-mêmes peuvent varier saisonnièrement). Ainsi les renards urbains et périurbains se contentent de territoires plus petits que les renards ruraux ; ils y atteignent des densités remarquables, jusqu'à 6,9 adultes par km² à Zurich selon Deplazes et al. (2004)[37] ;
2. la proximité/éloignement des autres renards des territoires voisins. Ainsi en 2000, Baker & al. ont constaté que les renards de Bristol qui semblaient se contenter de domaines vitaux stables d'une dizaine d'hectares, ont, à la suite d'une épidémie (de gale sarcoptique qui a tué de nombreux renards) brusquement étendu la taille moyenne de leur territoire de 600 % (« par appropriation des surfaces laissées vacantes par les individus morts »)[38].

#### Structure sociale

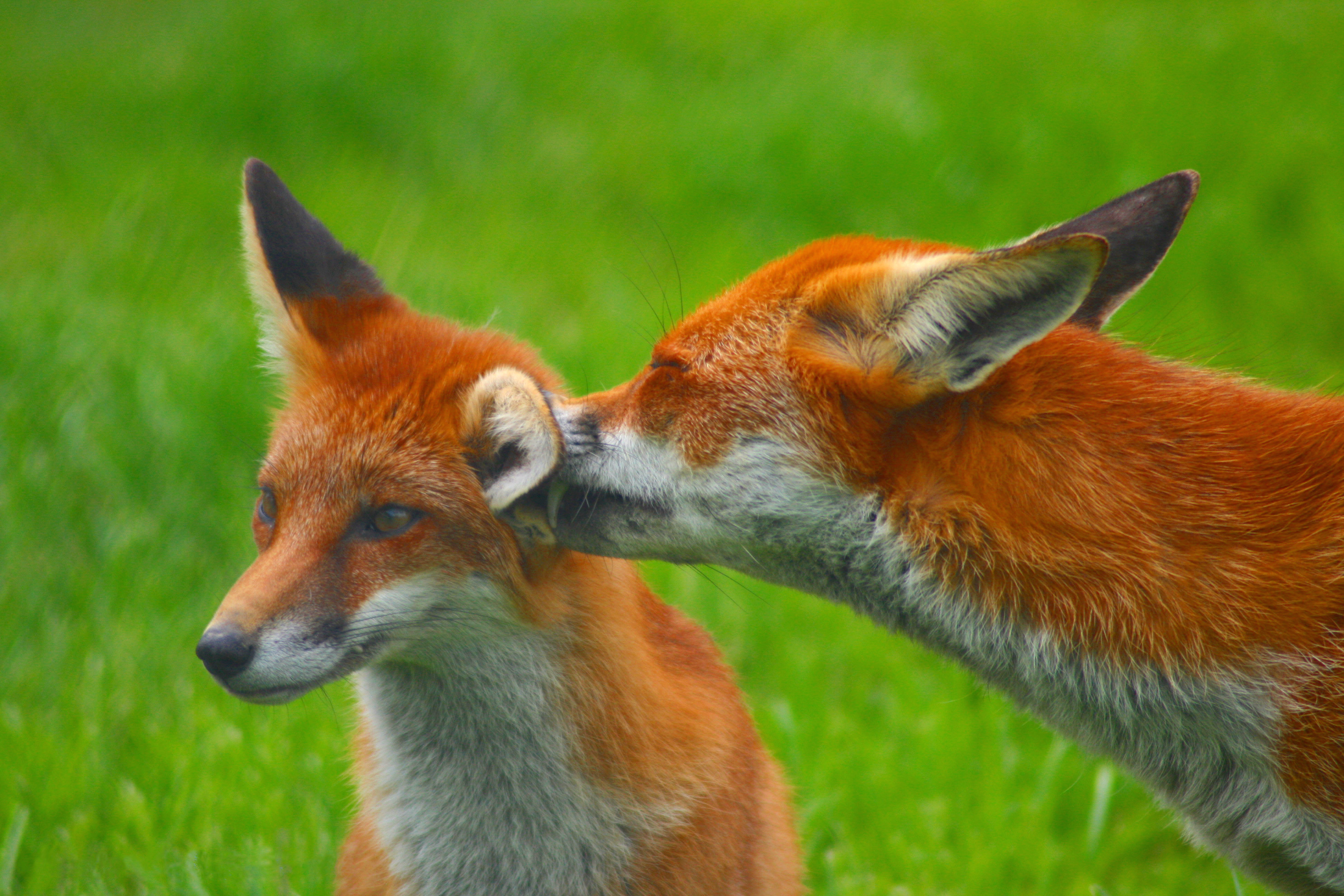
Couple de renards roux.

Le renard roux adulte semble souvent solitaire (hors période de reproduction) mais il peut parfois vivre en couple voire former des groupes sociaux de quelques individus, qui néanmoins continuent à chasser seuls.
La formation de tels « groupes spatiaux » semble dépendre de la ressource alimentaire disponible dans le biotope et de sa distribution, sa fluctuation et son renouvellement, ainsi que de la disponibilité en gîtes diurnes. Dans des milieux aux ressources alimentaires limitées, le renard roux vit solitaire, formant des couples uniquement en période de reproduction. Dans des milieux plus riches, il vivrait en couple toute l'année. Enfin dans des milieux exceptionnellement riches, et où il évolue en toute quiétude, il peut former de petits groupes atteignant sept animaux, dont des femelles nées l'année précédente et pas encore dispersées. Dans ce cas, seul le couple dominant se reproduit, et il existe une forte hiérarchie dans le groupe. Les femelles subordonnées participent au ravitaillement et à l'élevage des petits et occupent généralement un territoire périphérique à celui du couple dominant. Leur statut peut changer au fil du temps, et elles peuvent être incitées à partir par le couple dominant.

#### Communication par les odeurs

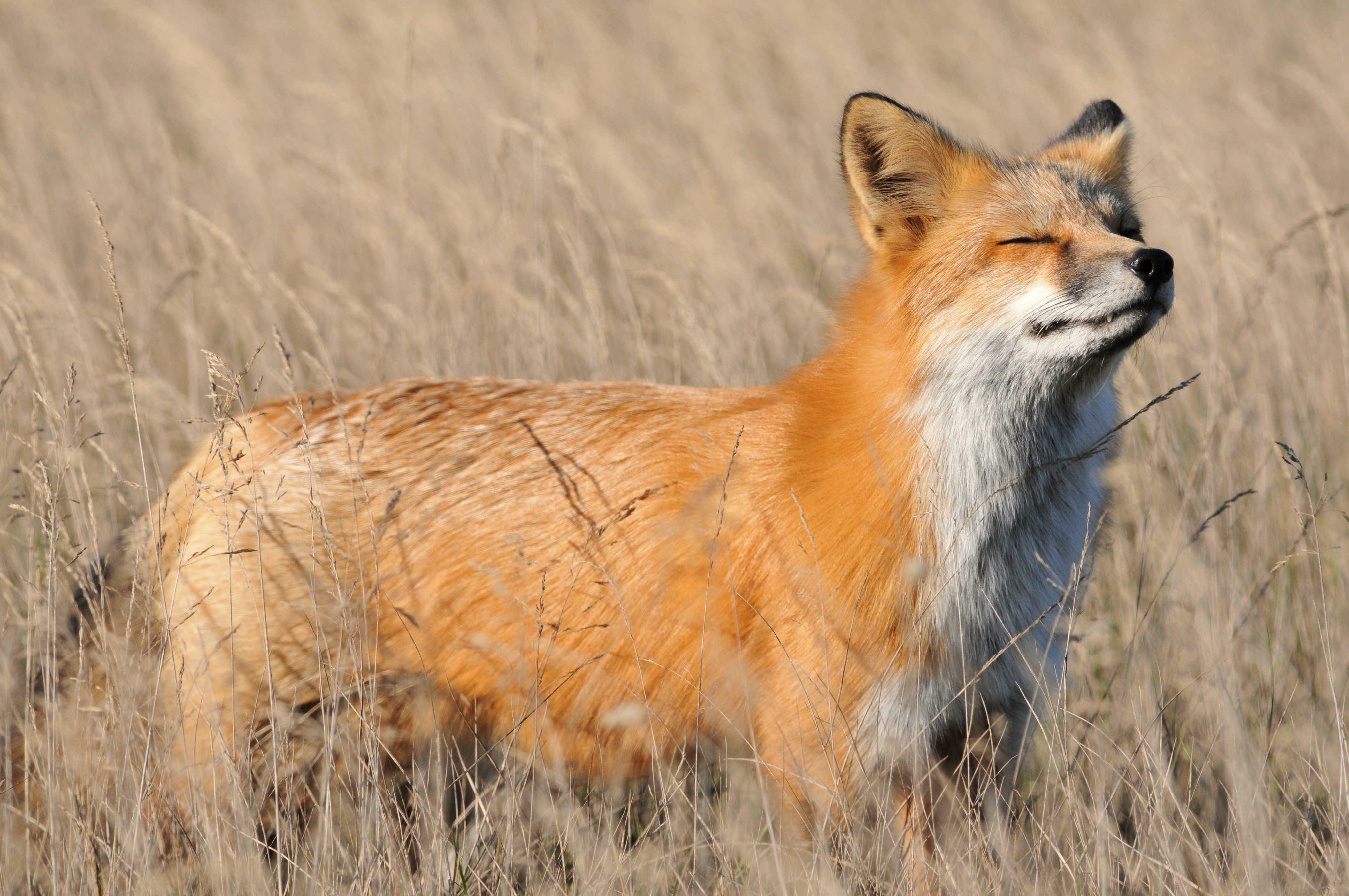
L'odorat du renard roux l'aide à explorer et marquer son territoire, et à communiquer.

Le renard roux marque son territoire et communique avec ses congénères via diverses glandes libérant des substances olfactives. À la sortie de l'intestin il dispose ainsi d'une paire de glandes anales qui lui servent à marquer son territoire, en déposant son arrière-train sur le sol par exemple,. Elles libèrent un mélange de molécules chimiques volatiles comprenant des acides gras, des indoles et des cholestérols qui donnent au renard son odeur forte typique. D'autres glandes sont utilisées par les renards pour communiquer entre eux. La glande supra-caudale, située sur la queue à environ 75 mm de la base de celle-ci, est également appelée « glande à violette » et sécrète une substance très volatile à l'odeur de violette. Elle est surtout active pendant la période de reproduction, mais on connaît encore mal son rôle exact. On trouve également des glandes entre les orteils dont les sécrétions marquent le passage de l'animal pendant vingt à quarante minutes, et d'autres à la commissure des lèvres.
Le renard roux est un animal territorial, et le mâle comme la femelle marquent leur territoire. En plus de l'odeur qu'il laisse par le biais de ses glandes anales, très actives en période de reproduction, il utilise son urine, et s'en imprègne en se roulant dedans pour marquer par la suite divers objets. Il marque notamment les pierres, les buissons, les touffes d'herbe et les souches d'arbre, laissant son odeur sur une centaine d'objets au sein de son espace vital ainsi délimité, espaçant ses marquages d'une centaine de mètres. Il renouvelle ce marquage sur les mêmes objets tous les deux à trois jours. On peut noter que c'est également pendant la période de reproduction que cette urine est la plus odorante. Par ailleurs le renard roux urine très fréquemment et en très petites quantités. Il laisse aussi des crottes bien visibles montrant sa présence à ses congénères,. Bien qu'il délimite avec de grandes précautions son territoire, le renard roux ne le défend pas avec trop de fermeté et d'autres renards peuvent ponctuellement le traverser sans trop de risques.

#### Cri
Les renards roux ont un assez large panel de vocalisations, et produisent des sons dans cinq octaves, avec des intermédiaires entre chacun d'eux,. Une étude de 2008 a observé douze types de cri chez l'adulte et huit chez le jeune. Ces cris sont utilisés pour communiquer entre deux animaux, et peuvent être scindés en deux catégories, les appels amicaux et les cris employés lors de conflits :
- appels : le cri le plus fréquent du renard roux est un aboiement wow wow wow de trois à cinq syllabes et devenant de plus en plus aigu[53]. Ce cri est appelé glapissement. Il est émis par deux renards s'approchant l'un de l'autre. On entend principalement ce cri de décembre à février, et il peut être confondu avec le chuintement de la chouette hulotte. Cet appel varie d'un individu à l'autre et le renard semble avoir une sorte de « carte d'identité vocale » lui permettant de se faire reconnaître de ses congénères[53]. Les jeunes l'emploient dès l'âge de 19 jours, pour indiquer qu'ils ont faim. Quand les renards s'approchent plus près l'un de l'autre, ils émettent un petit gazouillis en trois syllabes similaire au gloussement d'une poule ;
- cris de contact : quand ils se saluent, les renards roux émettent un couinement, notamment les animaux soumis. Un renard soumis approché par un animal dominant émet un cri semblable à une sirène. Lors d'une rencontre entre deux congénères agressifs, ils émettent un bruit de crécelle rauque. C'est surtout le cas durant la période de reproduction, quand les mâles se battent pour les femelles, ou voient leurs avances rejetées[52].

Il existe un autre type d'appel constitué d'un long waaaaah. On l'entend principalement pendant la saison de reproduction, et on pense donc qu'il s'agit d'un cri des femelles appelant un mâle. Quand il a détecté un danger, le renard roux émet un aboiement fort et bref pour avertir ses petits. La communication vocale avec les petits est assez complexe, et outre ce cri d'alerte elle comprend divers gloussements gaoo gaoo les faisant accourir hors de leur terrier, et un doux humpf qui les rassure et les met en confiance. De nuit, il emploie plutôt un aboiement rauque répété deux fois pour alerter ses congénères. Pendant l'allaitement les renardeaux pleurnichent, notamment lorsqu'ils ne sont pas satisfaits.

#### Rythme de vie

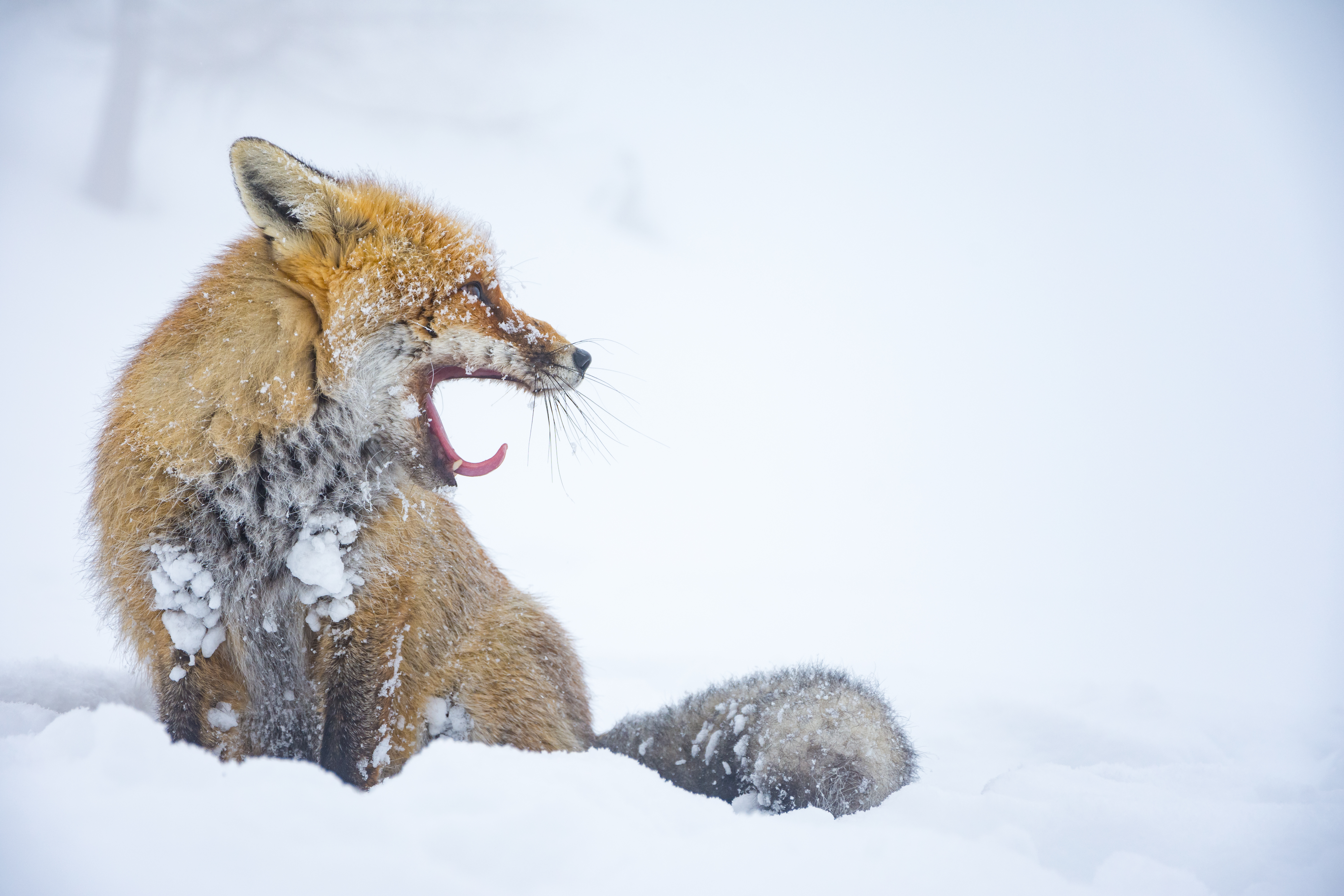
Un renard roux pris d'un bâillement dans le parc national du Grand-Paradis.

Le renard roux est souvent considéré comme un animal nocturne. En réalité il s'agit surtout d'un animal méfiant qui préfère la tranquillité et la quiétude de la nuit pour sortir. Dans des régions où il n'est pas dérangé, il peut néanmoins tout à fait adopter un mode de vie plus diurne. Au contraire, les renards urbains sont exclusivement nocturnes, leur milieu de vie étant trop perturbé durant la journée. Le rythme de vie varie selon la période de l'année. L'été, pendant la période d'élevage des jeunes il est notamment possible de voir chasser des renards à toute heure de la journée. Quand arrive l'automne, le renard devient plus nocturne, effectuant environ 69 % de son activité la nuit, et étant particulièrement actif à l'aube. L'hiver, le renard sort essentiellement la nuit, à l'exception de la période de rut (vue plus haut) durant laquelle on peut le voir en plein jour sillonner de larges plaines dans la quête d'un accouplement. D'une façon générale, il est particulièrement actif les premières heures de la nuit et à l'aurore.

### Alimentation

#### Un animal opportuniste

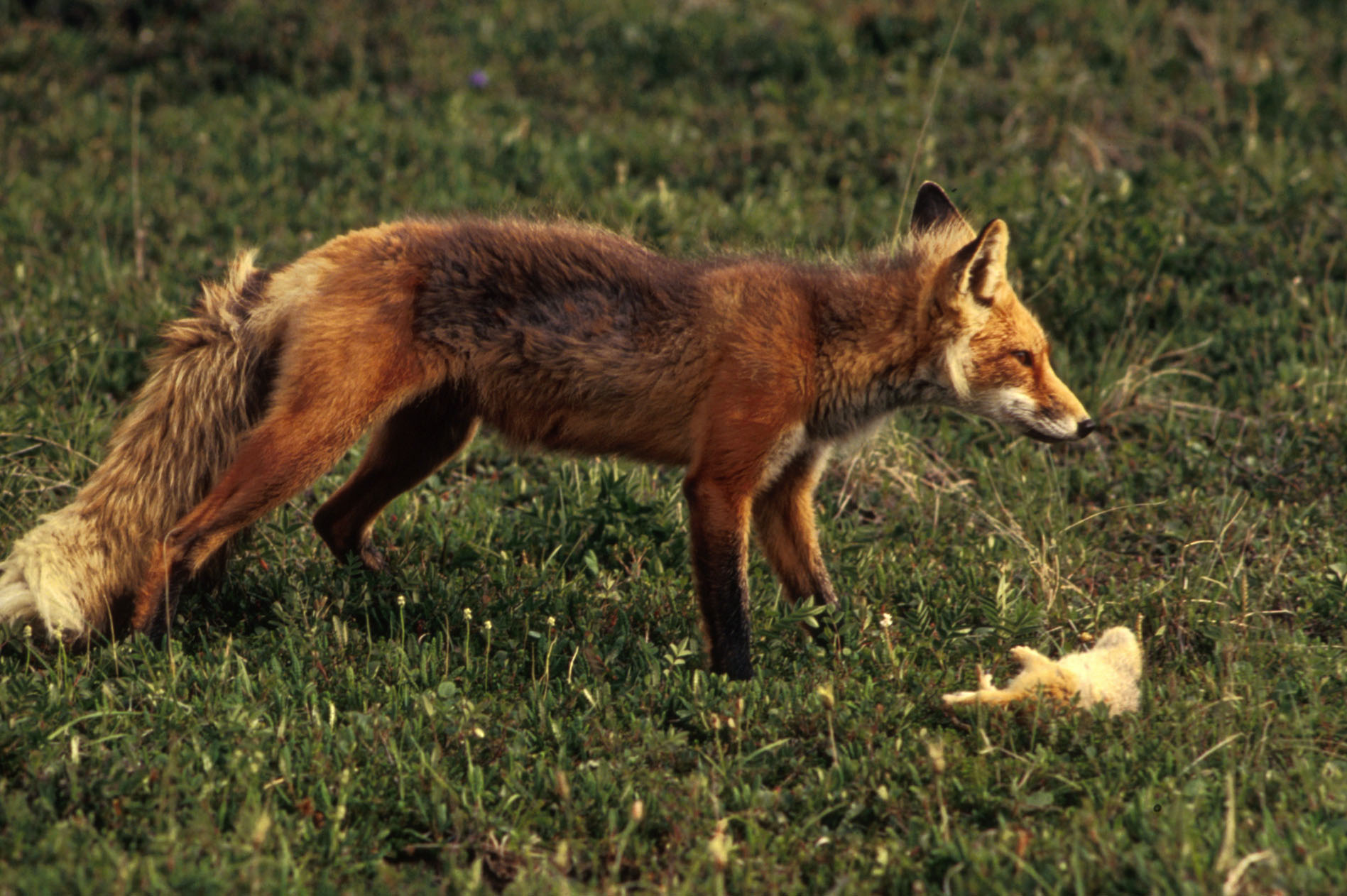
Renard roux avec la carcasse d'un petit mammifère.

Le renard roux a un régime alimentaire omnivore, même s'il fait partie de l'ordre des Carnivores. Il consomme en moyenne l'équivalent de 600 kcal quotidiennement, soit 300 à 600 g de nourriture, mais en période de disette il peut se contenter de 50 kcal journalières. Le Renard roux a un estomac de faible capacité en comparaison de sa taille, et il doit donc avoir des prises alimentaires fréquentes ; il passe environ le tiers de son temps à chasser.
Son alimentation est très variée, notamment suivant son habitat et la saison. Une étude a montré que dans le territoire de l'ex-URSS pas moins de 300 animaux et quelques douzaines d'espèces de plantes entraient dans son régime alimentaire. Sa première source de nourriture est constituée de petits vertébrés, n'excédant pas la taille d'un lapin de garenne, et qui peuvent composer pas moins de 60 % de son menu, voire plus dans certaines régions comme en Scandinavie où les lapins représentent 75 % de son alimentation certaines périodes de l'année, sans que les effectifs de ces derniers ne soient mis en danger, du fait de leur bonne prolificité. Il a une préférence pour les petits rongeurs comme les campagnols et les souris, mais aussi les écureuils terrestres, les hamsters, les gerbilles, les marmottes, les rats à poche et les souris de chasse. Il évite les musaraignes dont les glandes sébacées produisent une odeur repoussante. Il peut également manger des oiseaux (principalement des passériformes, des galliformes et du gibier d'eau) et des léporidés (essentiellement des lapins de garenne, le lièvre étant généralement trop rapide pour le renard,), ainsi que des porcs-épics, des ratons laveurs, des opossums, des grenouilles et des reptiles. Occasionnellement il mange des insectes comme les coléoptères et les sauterelles et d'autres invertébrés comme les lombrics qu'il recueille après la pluie et qui constituent une source de protéines non négligeable. Il lui arrive également de profiter d'animaux marins échoués (mammifères marins, poissons et échinodermes),,. Beaucoup plus rarement il peut s'attaquer aux ongulés. Les Renards roux ne semblent pas apprécier le goût des taupes, mais peuvent tout de même en attraper occasionnellement et les présenter à leurs petits pour que ceux-ci jouent avec. Le renard est aussi nécrophage, ne dédaignant pas une carcasse qu'il rencontre. Il se nourrit aussi des placentas des mammifères.

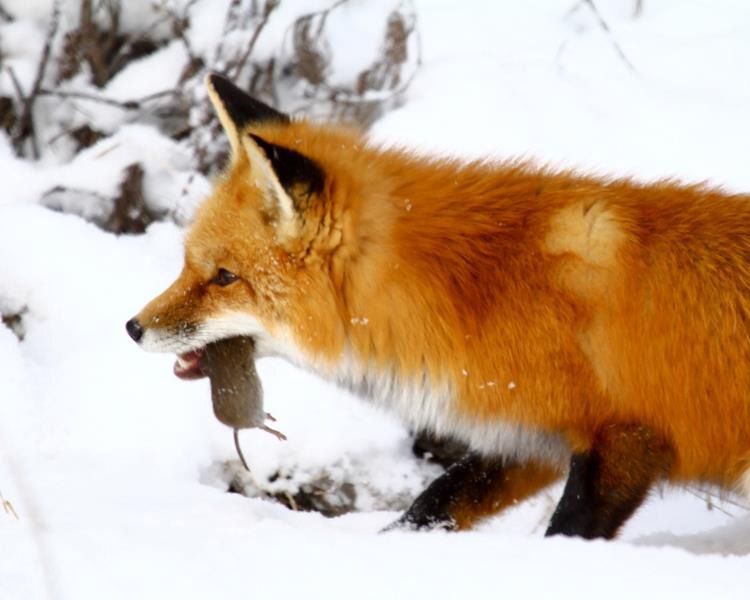
Un Renard roux ayant capturé un rongeur.

Les Renards roux mangent parfois des végétaux, graines, champignons et fruits et dans certaines régions ces derniers peuvent même constituer l'intégralité de leur régime en automne. Parmi les fruits qu'ils consomment on compte les myrtilles, les mûres, les framboises, les cerises, les kakis, les pommes, les prunes, les raisins et les glands. Ils mangent aussi occasionnellement de l'herbe et des tubercules. En ville il ne dédaigne pas les déchets ménagers. Dans de très rares cas, le renard peut s'attaquer à l'humain pour se nourrir mais uniquement en dernier ressort dans le cas de famine par exemple. Le Renard roux est opportuniste et adapte son alimentation à la saison et à l'accessibilité de la nourriture. Ainsi, il mange des rongeurs au printemps, des cerises en juin-juillet, un grand nombre de criquets et coléoptères lorsque ceux-ci abondent en été, mange des champignons en automne, et se contente souvent de charognes, respectant un cycle saisonnier qui a été démontré au Japon mais se retrouve un peu partout dans son aire de répartition. C'est certainement cet opportunisme qui lui a permis de s'imposer sur une si large aire géographique.

#### Technique de chasse

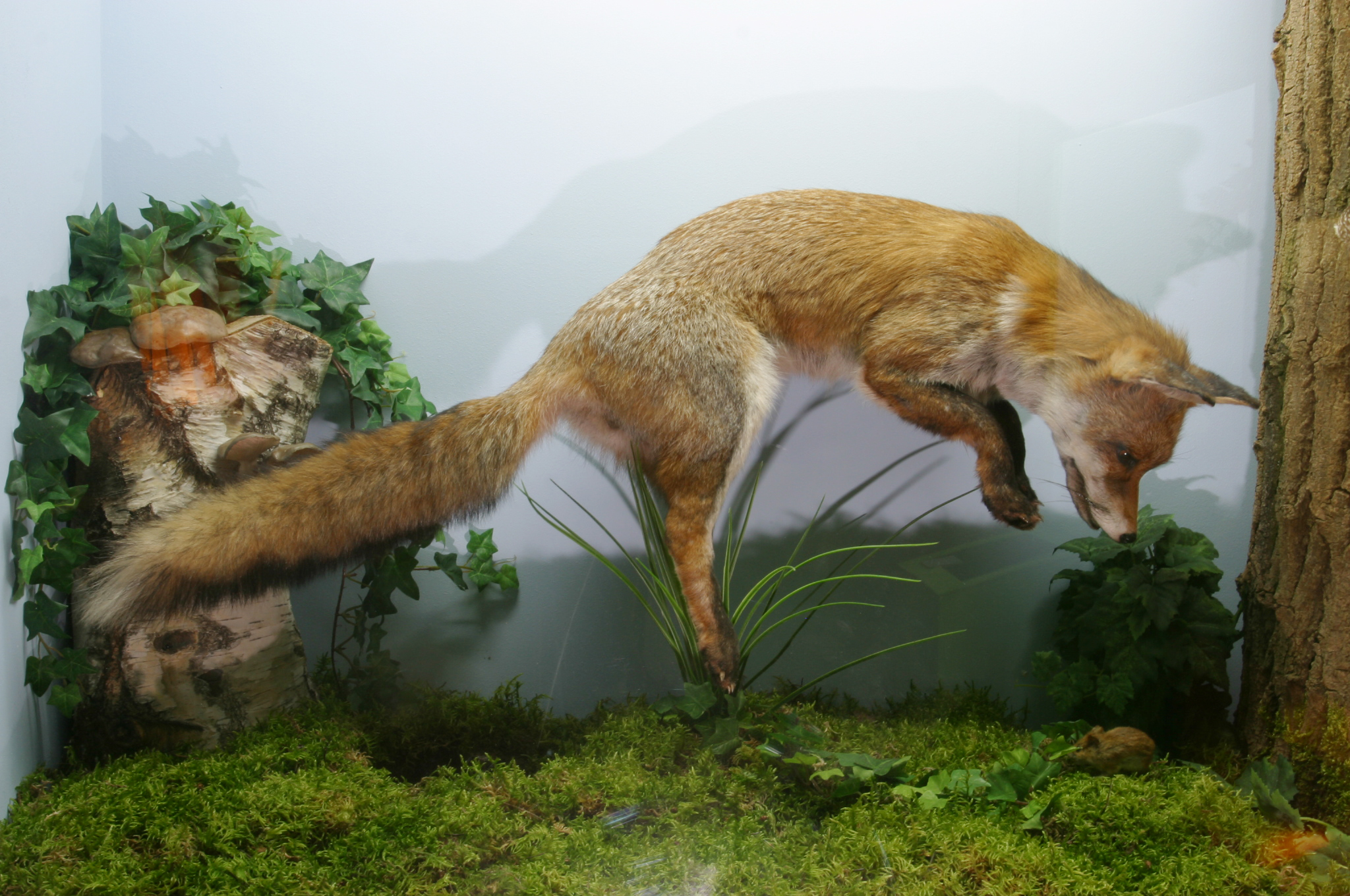
Renard roux empaillé dans la position qu'il utilise lorsqu'il mulote.

Le Renard roux, contrairement à de nombreux canidés qui chassent en meute, part en quête de nourriture en solitaire. Il chasse tôt le matin, avant que le soleil se lève, et tard le soir. L'hiver, il chasse également de jour quand les rongeurs sont en activité. Quand il chasse de petits rongeurs, il emploie une technique bien particulière appelée mulotage. Il repère tout d'abord sa proie au bruit et s'en approche lentement, sans faire le moindre bruit. Une fois la proie bien repérée et à portée, il se met en position, pattes antérieures tendues et pattes postérieures fléchies et oreilles orientées vers la proie, puis bondit en l'air pour retomber sur sa proie, pouvant être située jusqu'à 5 m de lui,. Celle-ci est alors tuée sur le coup d'une morsure à la nuque. Seul un saut sur cinq est couronné de succès. Pour ses autres proies, il utilise la technique de chasse à l'affût. Ainsi quand il chasse le lapin il s'en approche lentement, arrêtant son avancée lorsque la proie cesse son activité ou regarde en sa direction, avant de lancer la course poursuite dès qu'il se trouve suffisamment près. La victime est tuée d'une morsure à la nuque et est dépecée avant d'être consommée. Pour les oiseaux, il attend patiemment, après avoir repéré une proie potentielle, que celle-ci se pose au sol pour bondir dessus et s'en saisir. Cette technique est très aléatoire et le taux de réussite est faible. S'il parvient à attraper un oiseau, il le plume soigneusement.
Le renard peut également employer la ruse pour arriver à ses fins, en faisant le mort pour attraper un corbeau par exemple. Au printemps il lui est facile de capturer des femelles nichant au sol comme les canes ou les perdrix. En bord de mer il recherche les couvées juste écloses pour se délecter des poussins. Il chasse les lombrics dans les prairies fauchées peu de temps après une averse, examinant avec attention le sol et tirant le ver de terre avec ses incisives une fois qu'il l'a repéré. Il peut ainsi attraper 2,5 lombrics à la minute. Pour les insectes, il chasse l'été dans les prairies aux herbes hautes, attrapant ceux qu'il trouve sur son passage, ou dans les sous-bois, cherchant sous les feuilles et repérant ses proies grâce à son ouïe. Il creuse également de petits trous coniques pour déterrer certains du sol. Le Renard roux est aussi bon pêcheur et peut capturer des truites de bonne taille, bondissant sur des groupes de poissons en eau peu profonde. Au cours de sa chasse, il collecte également des végétaux, ramassant les fruits tombés au sol ou les cueillant même sur les branches les plus basses. De récentes études scientifiques menées en 2010 notamment s'orientent vers une autre explication du mulotage. En effet, les taux de réussites de ses bonds sont à chaque fois bien nettement supérieurs lorsque l'animal se place face au Nord-Est (73% de réussite contre 18% en moyenne). Dans le parc de Yellowstone, sous plusieurs mètres de neige, il est capable de dénicher une proie sans jamais l'entrevoir. Il cherche le point de frappe où l'angle d'incidence sous lequel lui parvienne les sons et l'inclinaison du champ magnétique sont parfaitement superposés. Dès qu'il a trouvé ce point, le renard roux calcule à quelle distance de lui se trouve sa proie puis calcule avec une extrême précision la longueur du saut. Une protéine dans la rétine du renard appelée chryptochrome pourrait être à l'origine de cette faculté singulière. Ce comportement précis montre que le renard alignerait donc son bond sur le champ magnétique terrestre, ce qui signifierait donc - contrairement à l'être humain - qu'il ressent ce magnétisme et l'utilise à son avantage.

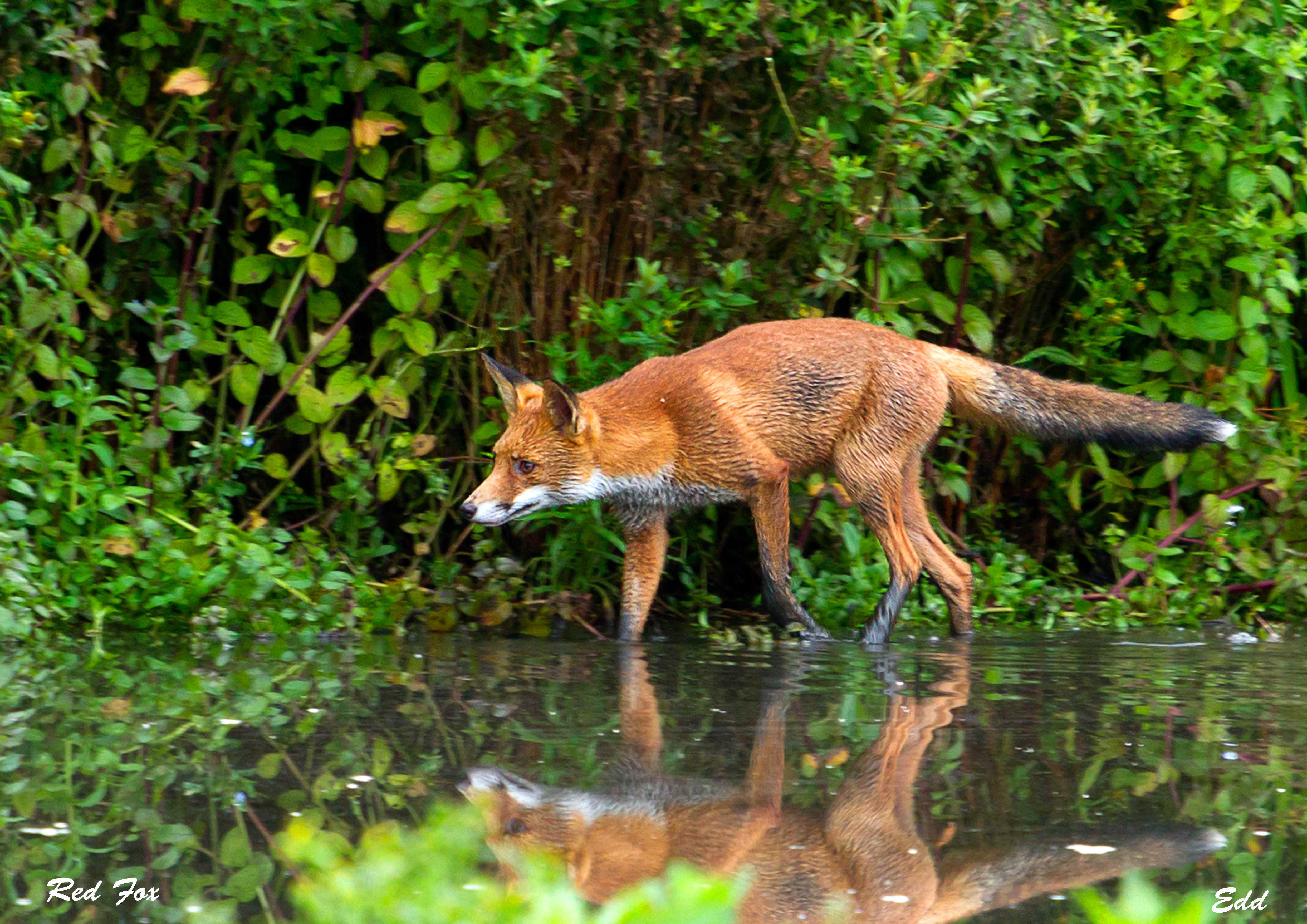
Renard roux chassant au bord d'un cours d'eau.

Généralement il se nourrit de charognes uniquement tard le soir et dans la nuit. Il profite fréquemment de carcasses d'animaux victimes du trafic routier (oiseaux, rongeurs, chevreuils, etc.) Pour des proies de cette taille il commence généralement son repas par les orifices naturels, avant d'élargir progressivement au reste de la carcasse. Il lui arrive aussi de s'attaquer aux volailles d'élevage qui constituent des proies faciles et en abondance, profitant d'un enclos mal fermé. Il ne laisse aucun autre renard toucher à la proie qu'il vient d'attraper, et la défend même face à un mâle dominant. Il lui arrive de cacher de la nourriture pour faire des réserves en prévision de jours plus difficiles. Pour cela il creuse de petits trous d'une dizaine de centimètres de profondeur, pour y déposer sa proie et la tasser au fond avec ses pattes antérieures avant de repousser la terre sur le trou avec son museau et recouvrir le tout de quelques feuilles et branchages. Il multiplie les caches en des lieux différents au sein de son territoire, afin d'éviter de se les faire piller trop souvent par ses congénères ou d'autres carnivores ou corvidés (pies, corneilles, corbeaux, etc.) Il retrouve ensuite ses caches grâce à sa mémoire, son odorat et le marquage olfactif qu'il laisse à proximité. Il peut parfois chasser pour le plaisir, sans consommer toutes ses proies. Ainsi, au cours de la saison de reproduction, quatre renards ont été observés tuant environ 200 mouettes rieuses chacun, principalement durant la nuit, lorsque les conditions de vol étaient peu favorables. Il peut donc causer des pertes très préjudiciables dans les élevages de volailles et au gibier,. Comme le chat, il peut aussi jouer avec une proie sans la tuer directement avant de l'abandonner.

### Reproduction

#### Accouplement

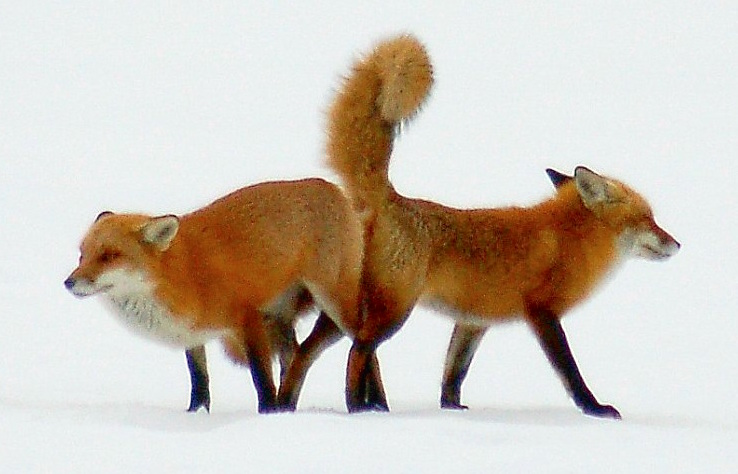
Couple de Renards roux pendant l'accouplement.

Le Renard roux atteint sa maturité sexuelle vers l'âge de dix mois. Les mâles et les femelles sont habituellement monogames. La période de reproduction a principalement lieu entre la mi-janvier et la mi-février. Les couples se forment ainsi au début de l'hiver, alors que mâles et femelles chassent en solitaire le restant de l'année. À cette période, les mâles parcourent de longues distances (jusqu'à 6 km) à la recherche des femelles, qu'ils trouvent grâce à leur cri et aux marques olfactives qu'elles laissent derrière elles. Les mâles s'affrontent régulièrement pour une femelle. Ils se battent tête-bêche en tournant sur eux-mêmes ou face à face, les pattes posées sur les épaules de l'adversaire et la gueule ouverte. Mâles et femelles se chamaillent également dans des luttes fictives à cette période.
À l'approche de l'ovulation, le mâle suit la femelle tout au long de la journée. Il attend le moment de l'œstrus, propice à la fécondation et qui dure seulement trois jours. Pendant la période de fécondation, les testicules du mâle voient leur volume multiplié par six. Chez la femelle, ce moment particulier du cycle œstral se traduit par une vulve rose et enflée. Le couple s'accouple généralement plusieurs fois durant la période d'œstrus de la femelle. La copulation est semblable à celle des chiens, et se termine également par un verrouillage du pénis du mâle gorgé de sang dans le vagin de la femelle, qui peut durer jusqu'à 90 minutes. Il peut arriver que la femelle s'accouple avec plusieurs mâles (système d'appariement de type polygynandres). Dans ce cas, elle choisit lequel nourrira la famille et chasse l'autre de son territoire. En dehors de la période d'œstrus, la femelle repousse le mâle s'il s'approche trop près d'elle.

#### Terrier et mise bas

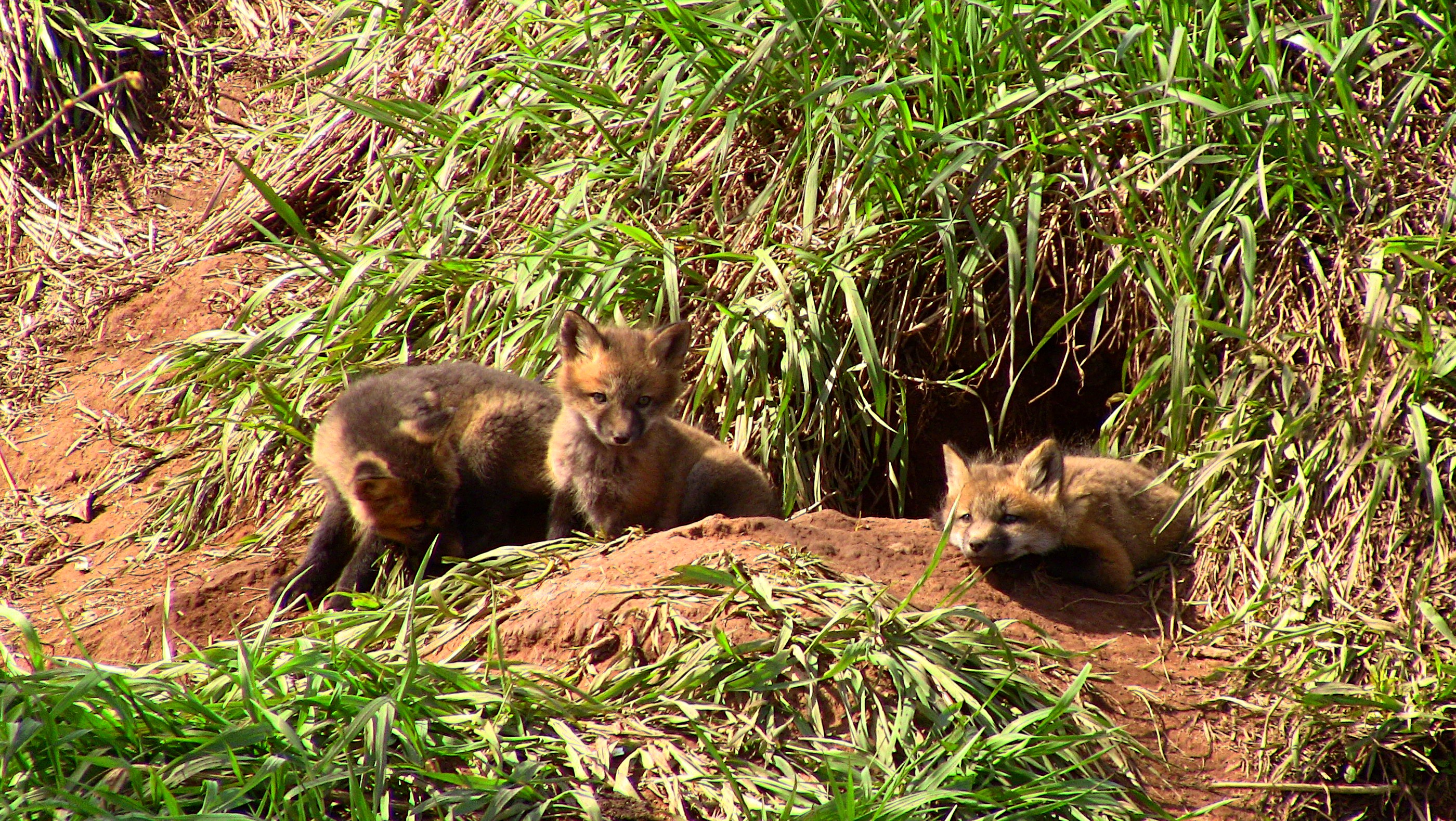
Trois renardeaux à l'entrée de leur terrier.

La mise bas a lieu de mars à mai, après 51 à 53 jours de gestation. Elle a lieu dans un terrier, qui est rarement creusé par le renard lui-même. Celui-ci utilise généralement un terrier de blaireau, de lapin de garenne ou de marmotte, ou une cavité naturelle dans des rochers ou des souches. Il doit ainsi souvent partager ce terrier avec d'autres animaux. Il cohabite avec le lapin de garenne sans mettre celui-ci en danger, puisqu'il ne chasse généralement pas à proximité directe de son terrier. En cas de cohabitation avec des blaireaux, il occupe les galeries les plus en surface quand le blaireau se terre plus en profondeur. Le terrier fait généralement cinq à quinze mètres de long, comporte plusieurs pièces, et est orienté vers le sud. Généralement il comporte plusieurs sorties, est placé suffisamment en sécurité pour permettre aux petits de sortir sans risque, et est situé à proximité d'un point d'eau. En dehors de la période de reproduction le Renard roux passe la nuit dehors et utilise très rarement le terrier, à part sporadiquement par grand froid. Avant la mise bas, le couple visite plusieurs terriers avant de choisir celui qui lui convient le mieux.
Le nid dans lequel la femelle met bas ne comporte pas de litière et les petits sont à même le sol. Chaque naissance est espacée de dix à trente minutes. La femelle tranche le cordon ombilical à la fin de la mise bas, et mange les arrière-faix. Les petits anormaux sont également mangés. La mère lèche chacun de ses petits jusqu'à ce qu'il commence à crier. En moyenne, chaque femelle met au monde quatre à six petits, mais dans des situations plus exceptionnelles la taille de la portée peut varier d'un à douze. Le sex-ratio des nouveau-nés est bien équilibré entre mâles et femelles. Les petits renards naissent aveugles et sourds et ont un pelage sombre, avec la pointe de la queue blanche. Ils pèsent entre 85 et 125 grammes à la naissance.

#### Élevage des jeunes

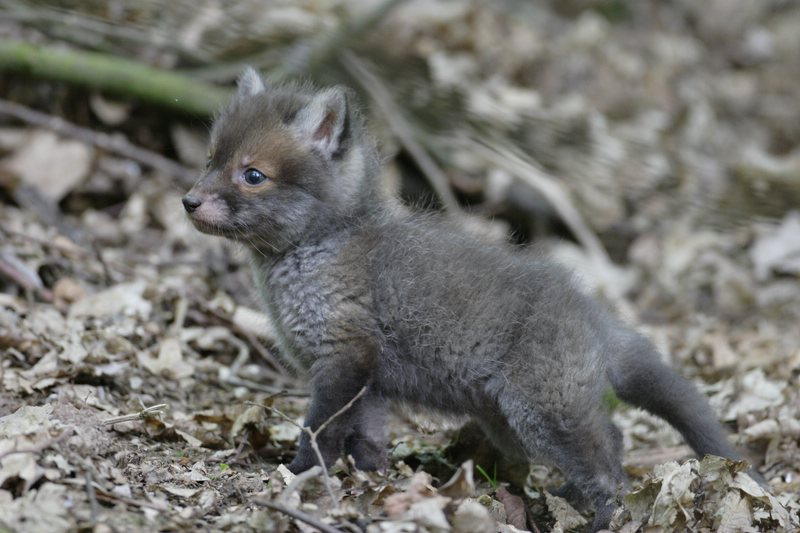
Un renardeau, avec sa fourrure duveteuse et sombre et ses yeux bleu-gris.

La mère reste en permanence avec ses petits durant les deux premières semaines, pendant lesquelles le mâle se charge exclusivement de chercher de la nourriture,. Il n'est toutefois pas toléré dans le terrier durant cette phase et dépose les proies qu'il collecte à l'entrée. La femelle protège alors les petits du froid. Comme il n'y a pas de litière, ils vont se réfugier dans sa fourrure. Après une dizaine de jours, la femelle amaigrie commence à ressortir du terrier, pour aller se désaltérer et reprendre petit à petit la chasse, mais sans laisser ses petits seuls très longtemps. Les petits commencent à ouvrir les yeux à partir de dix à douze jours. Ceux-ci sont alors bleus à bleu-gris. À partir de six semaines ils évolueront petit à petit vers le brun ambre.
Pendant les trois premières semaines, l'alimentation des renardeaux est quasi exclusivement constituée du lait maternel. À partir de l'âge de 18 jours apparaissent les premières dents, les canines, qui seront suivies des incisives puis des prémolaires. Les renardeaux commencent alors à manger de la nourriture solide, d'abord régurgitée par la mère, puis à partir de l'âge de trois semaines constituée des morceaux de viande qu'elle leur apporte. Leur croissance est très rapide pendant leurs premières semaines de vie, et ils atteignent 800 g à 1 kg à 20 jours. Vers 25 jours, de nombreuses bagarres éclatent entre les renardeaux, qui établissent une hiérarchie entre eux. Ils effectuent leurs premières sorties hors du terrier au bout de quatre semaines. Il peut arriver à ce stade que la femelle déplace la portée vers un autre terrier si elle ne se sent pas en sécurité. Elle transporte alors les petits dans sa gueule en les attrapant par la nuque. Ils sont sevrés entre six et neuf semaines. Dès lors, ils se nourrissent exclusivement des proies ramenées par leurs parents, et la mère les repousse s'ils tentent de téter. Les jeunes quémandent la nourriture en s'approchant de l'adulte à plat ventre tout en poussant de petits jappements, puis en lui mordillant les babines.

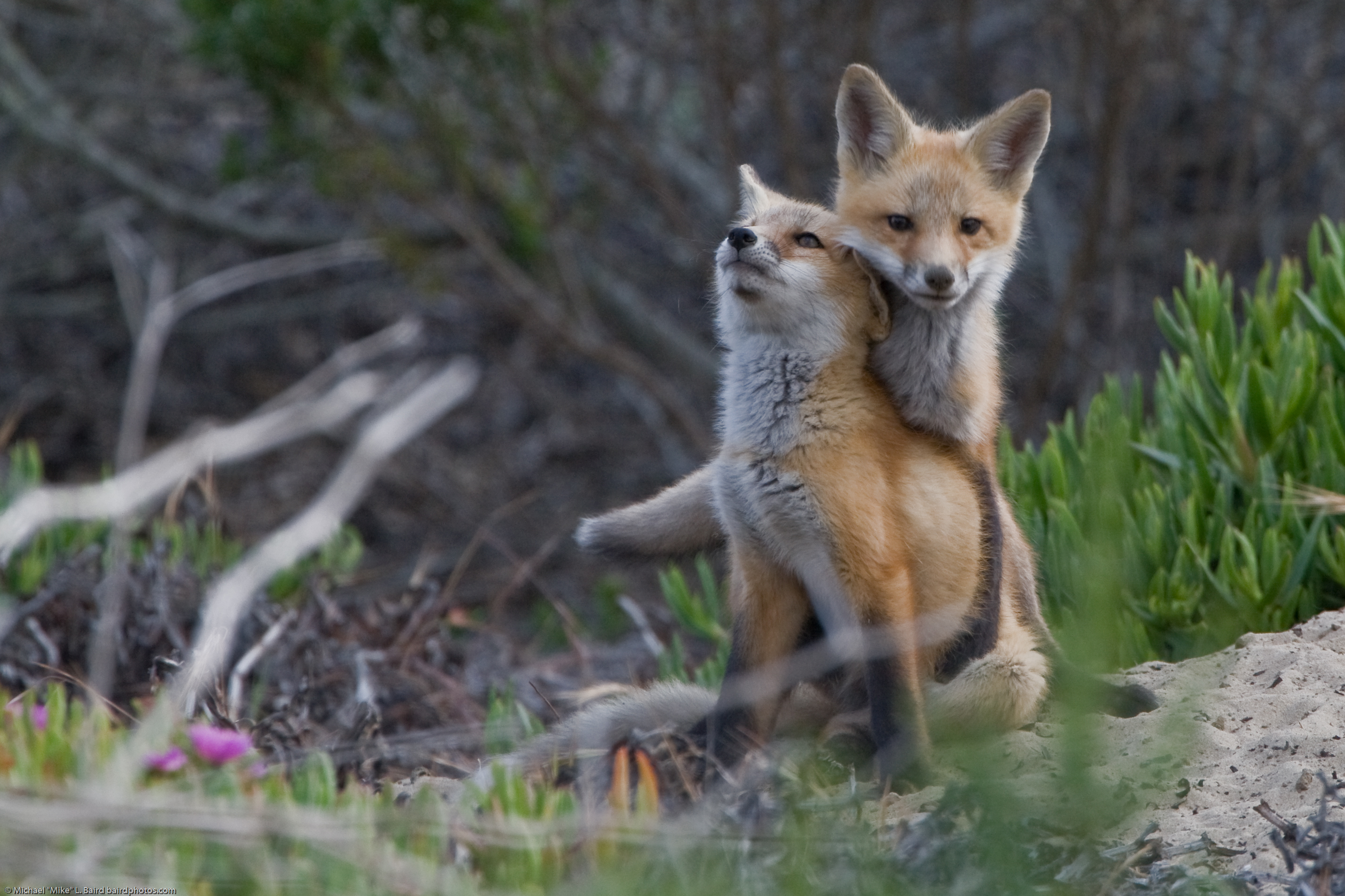
Renardeaux en plein jeu.

Au mois de juillet, la famille quitte le terrier, pour s'établir généralement dans un champ de céréales ou de maïs, à proximité de terrains de chasse. Le passage vers la résidence d'été est risqué car les animaux doivent parfois traverser plusieurs routes pour y arriver. Les renardeaux deviennent à cette période de plus en plus autonomes, cueillant des fruits et commençant à chasser. À l'automne commence ensuite la dispersion des jeunes. Les mâles sont les premiers à quitter le cercle familial, puis vient le tour des femelles, certaines d'entre elles restant au sein de la famille pour devenir des femelles subordonnées l'année suivante. Pour fonder leur propre famille, les jeunes renards peuvent s'éloigner de quelques dizaines à plusieurs centaines de kilomètres de leur lieu de naissance. On considère que 80 % des renardeaux périssent avant d'arriver à l'âge d'un an.
Les jeunes sont un peu différents des adultes morphologiquement. Ainsi, leur museau est très court au départ, et il va s'allonger progressivement jusqu'à l'âge de deux mois et demi. À trois mois ils sont similaires à l'adulte, mais en plus petit. Leur pelage est roux, bien qu'un peu plus duveteux que celui de l'adulte.

### Perceptions sensorielles

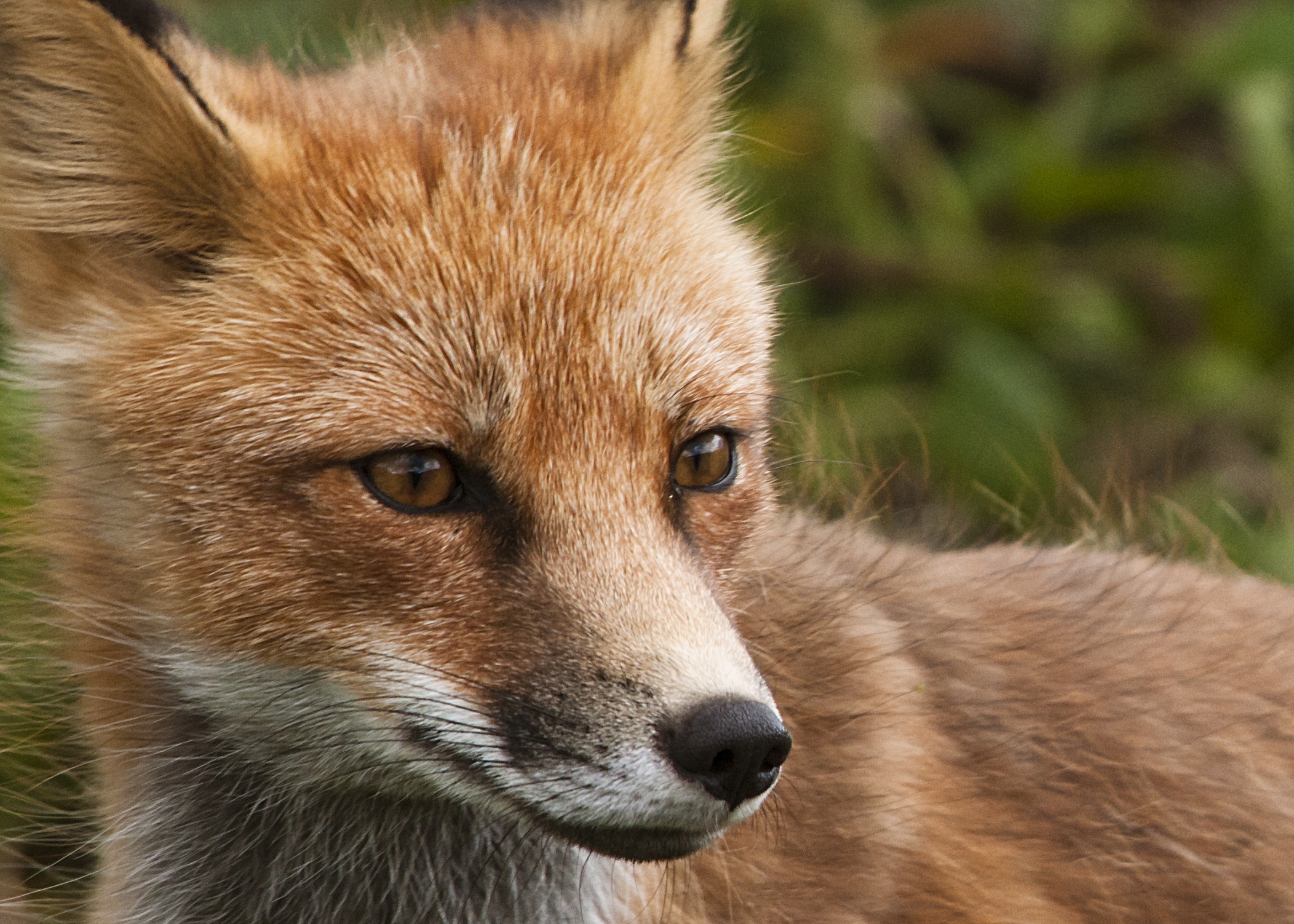
De chaque côté de son museau, le Renard roux possède des vibrisses qui ont un rôle dans la perception de son environnement.

Les yeux du Renard roux sont dotés d'une pupille légèrement elliptique et positionnée verticalement. Sa vision est plutôt sensible aux mouvements, et le Renard roux a des difficultés à percevoir un individu parfaitement immobile. De même il ne voit pas la couleur orange. En revanche, il a une très bonne vision de près, et est capable de voir la nuit. De nuit, le tapetum lucidum qui tapisse l'arrière de son œil lui permet d'améliorer sa vision, et explique que ses yeux soient si brillants dans les phares d'une automobile. Il utilise toutefois principalement ses autres sens une fois la nuit tombée. Son ouïe est extrêmement sensible, et il est capable d'entendre les basses fréquences jusqu'à 3,5 Hz et les hautes fréquences jusqu'à 65 kHz, quand l'Homme par exemple s'arrête à 16 kHz,,. Cela lui est très utile pour repérer les rongeurs situés sous terre ou sous la neige, les lombrics à la surface du sol et pour chasser la nuit. Son odorat est également très performant, grâce aux 225 millions de cellules olfactives qu'il possède. Le toucher des renards est grandement amélioré par ses vibrisses. Les plus longues d'entre elles sont situées au niveau de la moustache, de chaque côté du museau, et peuvent atteindre 11 cm, et les autres sont situées sous le menton. À la base de chacune de ces vibrisses se trouve un récepteur nerveux très sensible. Elles aident certainement l'animal à se déplacer dans son terrier ou dans une végétation dense la nuit. Elles sont complétées par d'autres poils tactiles situés tout autour de la face et sur les membres antérieurs. Le Renard roux est par ailleurs doué d'un bon sens de l'orientation.
Le renard roux utiliserait également le champ magnétique terrestre comme un télémètre pour localiser l'endroit exact où se trouvent ses proies.

### Relations avec les autres espèces

#### Compétition

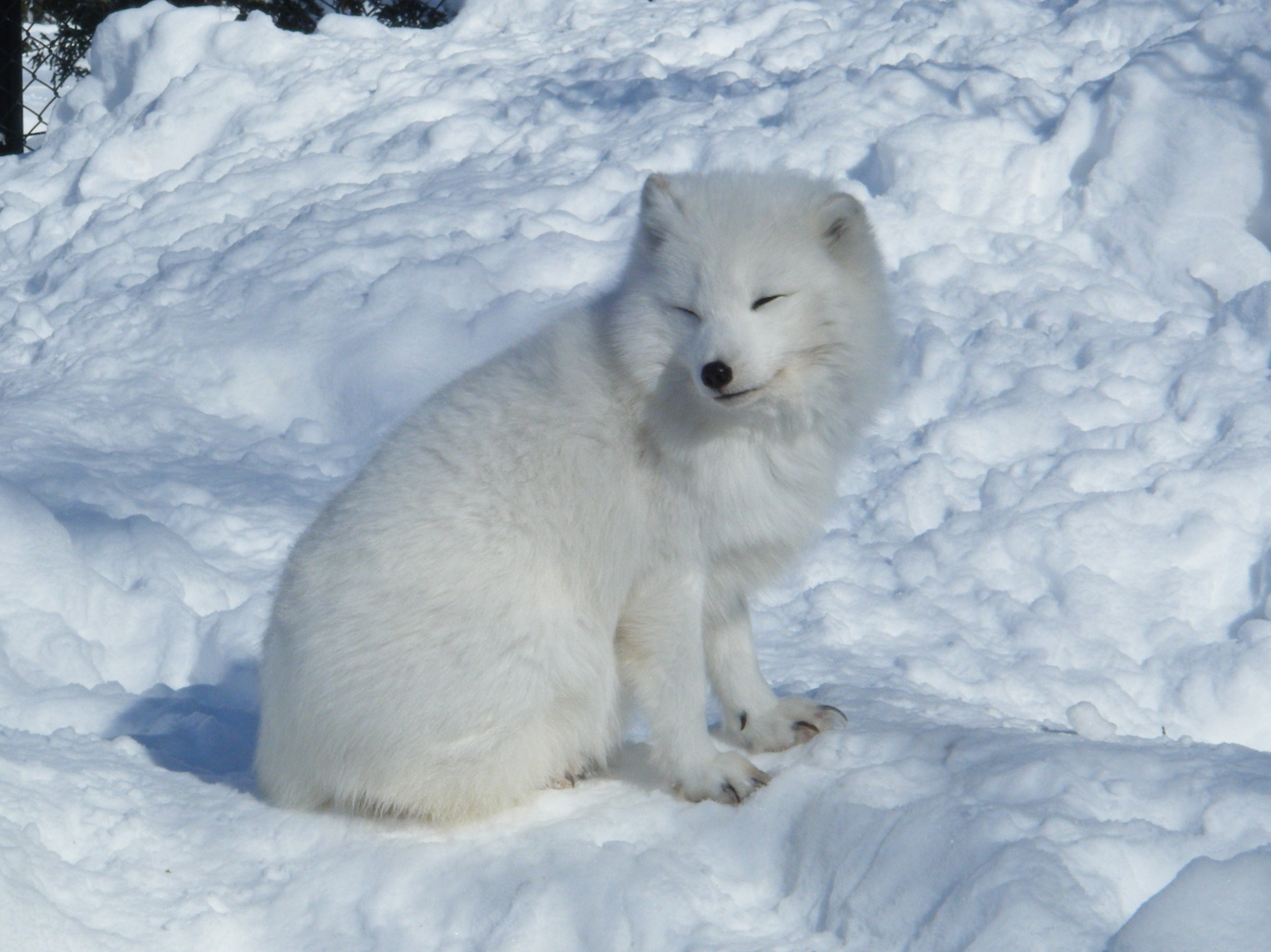
Dans les rares aires où les deux espèces cohabitent, le Renard arctique évite le Renard roux, plus imposant et agressif.

Les Renards roux dominent généralement les autres espèces de renards. Le Renard arctique rencontre très rarement le Renard roux car il vit plus au nord, là où la nourriture est trop rare pour ce dernier, plus imposant. Occupant une niche écologique identique, c'est certainement la présence du Renard roux qui explique l'absence du Renard arctique plus au sud. Cette théorie est consolidée par le cas des renards introduits sur l'archipel Alexandre en provenance des îles Aléoutiennes durant les années 1830 à 1930 par des marchands de fourrures. Des spécimens des deux espèces ont été introduits et le Renard roux chasse systématiquement de son territoire le Renard arctique. Aux rares endroits où ils cohabitent, le Renard arctique, plus petit et moins agressif, parvient à éviter la compétition en se nourrissant de lemmings plutôt que de campagnols, qu'affectionnent particulièrement les Renards roux. S'ils en ont l'opportunité, chacune de ces espèces détruit les petits de l'autre. Les rencontres entre ces deux espèces deviennent un peu moins rares, le Renard roux profitant du réchauffement climatique pour s'installer plus au Nord. Les Renards roux sont également en compétition avec le Renard corsac, qui se nourrit des mêmes proies tout au long de l'année. Ils prennent le dessus car ils sont plus forts et mieux adaptés à attraper des rongeurs de grande taille et à chasser malgré une couche de neige supérieure à 10 cm. Le Renard corsac prend uniquement le dessus dans les milieux semi-désertiques et les steppes. En Israël, le Renard de Blanford vit uniquement dans les zones rocheuses escarpées et évite les plaines où il serait en compétition avec le Renard roux. Le Renard roux prend le dessus sur le Renard nain et le Renard véloce. Les Renards nains évitent généralement d'entrer en compétition avec leurs cousins plus imposants en vivant dans des milieux plus arides, tandis que le Renard roux occupe une aire de plus en plus vaste comprenant des zones où vivait autrefois le Renard nain, du fait du changement climatique. Le Renard roux peut tuer ces espèces, et les concurrences pour l'accès à la nourriture et au terrier. Les Renards gris font exception parmi les espèces de renard puisqu'ils ont le dessus sur le Renard roux. Historiquement ces deux espèces se rencontraient très rarement, puisque les Renards gris préféraient les zones fortement boisées ou semi-arides à l'habitat ouvert et mésique qu'affectionne le Renard roux. Toutefois, les interactions se font aujourd'hui plus fréquentes du fait de la déforestation qui permet au Renard roux de coloniser des zones accueillant traditionnellement des Renards gris.

#### Prédateurs

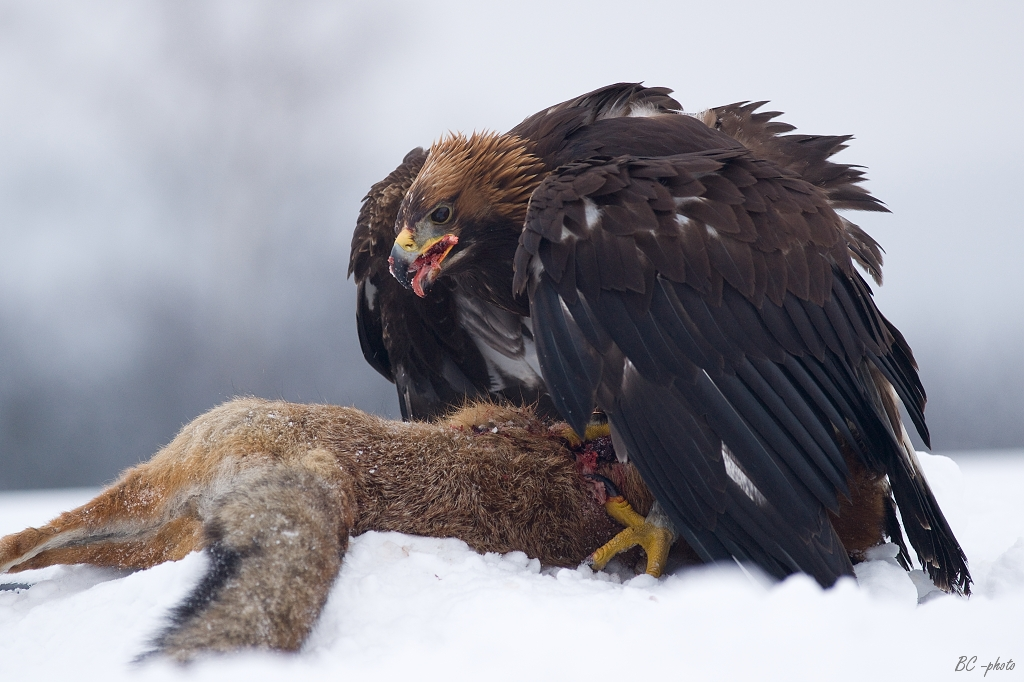
Un aigle royal sur une carcasse de Renard roux, en République tchèque.

En dehors de l'humain, les principaux prédateurs du Renard roux sont, en fonction des aires de répartition qu'ils partagent, le loup, le lynx, l'aigle royal ou le hibou grand-duc. Ces prédateurs s'attaquent quasi exclusivement aux renardeaux, mais leur impact peut parfois être important, comme dans les Highlands en Écosse où l'aigle royal fait de nombreuses victimes dans les portées. Plus occasionnellement, les renardeaux peuvent être victimes d'un blaireau ou d'un renard adulte. En ville, le danger vient surtout des chiens et des chats domestiques qui s'attaquent aux petits.

#### Maladies et parasites

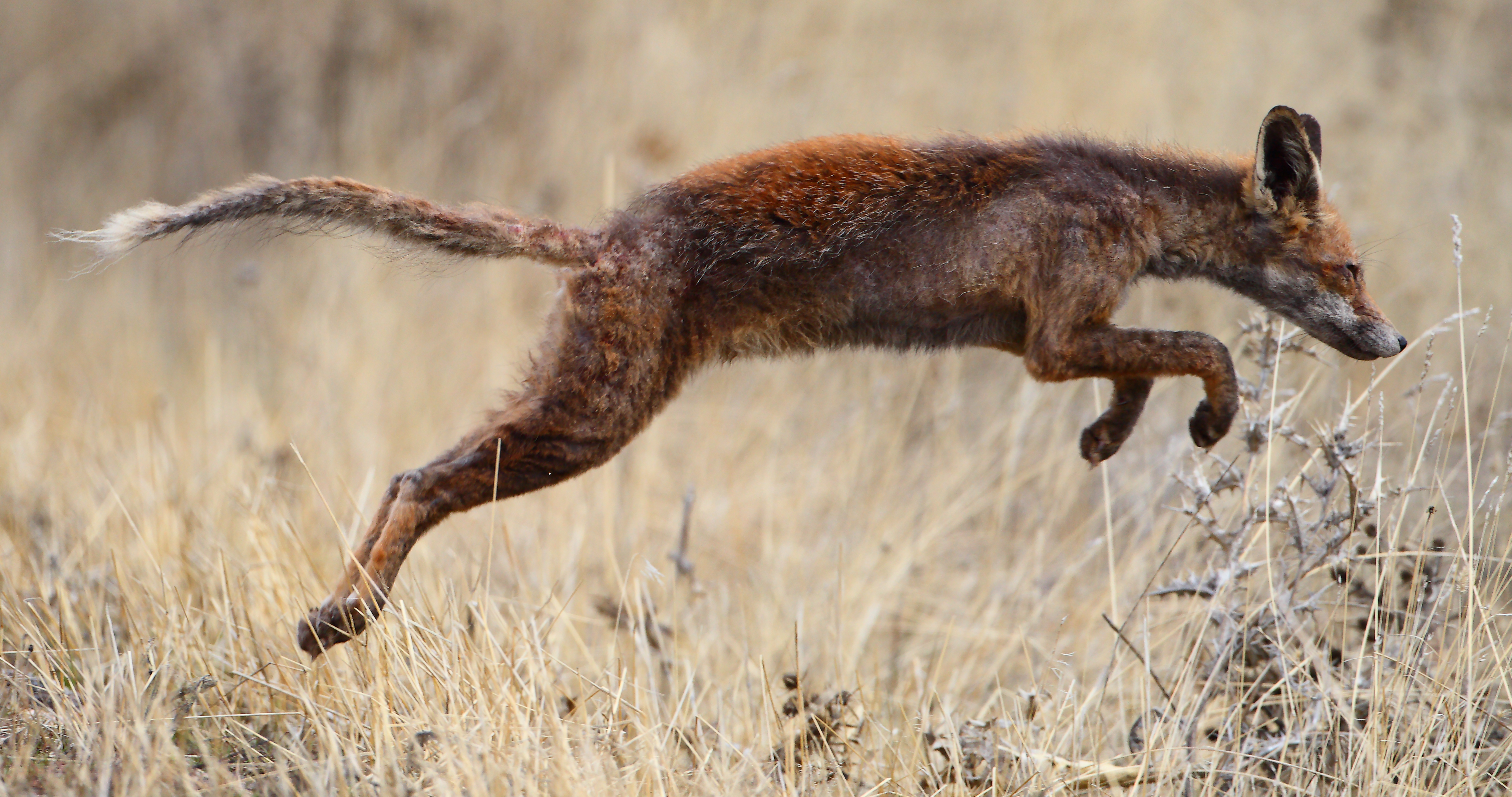
Renard roux galeux.

Les Renards roux constituent le premier vecteur de la rage en Europe et l'est également pour le Nord-Ouest et l'Arctique américain,. Cette maladie très ancienne a quasiment disparu en Europe de l'Ouest, le dernier cas de rage observé en France sur un renard remontant à 1998, mais la maladie reste encore présente en Europe centrale. Sur les côtes de l'Alaska, la présence de la rage est endémique et est souvent la source d'épizootie. La proportion des Renards roux contaminés demeure inconnue mais reste suffisamment conséquente pour que régulièrement les prélèvements effectués sur les spécimens abattus, piégés ou retrouvés morts en Alaska se révèlent positifs au virus ; et suffisamment pour que certains estiment que 85 % à 86 % des Renards roux du Versant nord de l'Alaska soient enragés. Normalement faroucheModèle:Incohérent et nocturne l'animal malade devient agressif, belliqueux et mord facilement. Il recherche la confrontation avec l'être humain ou tout autre animal à sa portée ; se risquant même à attaquer de face ou en plein jour. De l'écume sort de sa gueule, et il se met parfois à mordre sans raison des objets inertes et non comestibles. Plus tard dans l'évolution de la maladie, son arrière-train s'immobilise petit à petit et l'animal meurt de paralysie du système respiratoire et cardiaque.
Le Renard roux a longtemps fait les frais de sa réputation de vecteur de la maladie, étant chassé en vue d'éradiquer celle-ci. Toutefois seule la vaccination s'avère efficace pour stopper l'épizootie. À Londres, on observe de nombreux cas d'arthrite sur les renards, notamment au niveau de la colonne vertébrale. Les renards peuvent également être porteurs de la leptospirose et de la tularémie, bien qu'ils demeurent peu sensibles à cette dernière. Ils peuvent être atteints de listériose et de spirochétose, et contribuer à la propagation de l'érysipèle, de la brucellose et de la méningo-encéphalite à tiques. Une maladie létale indéterminée sévit dans les populations de renards près du lac Sartlan dans l'oblast de Novossibirsk. Cette pathologie pourrait être liée à une forme aiguë d'encéphalomyélite de Powassan, qui a été pour la première fois observée chez des renards argentés en captivité. Des cas sporadiques de renards infectés par Yersinia pestis sont connus.

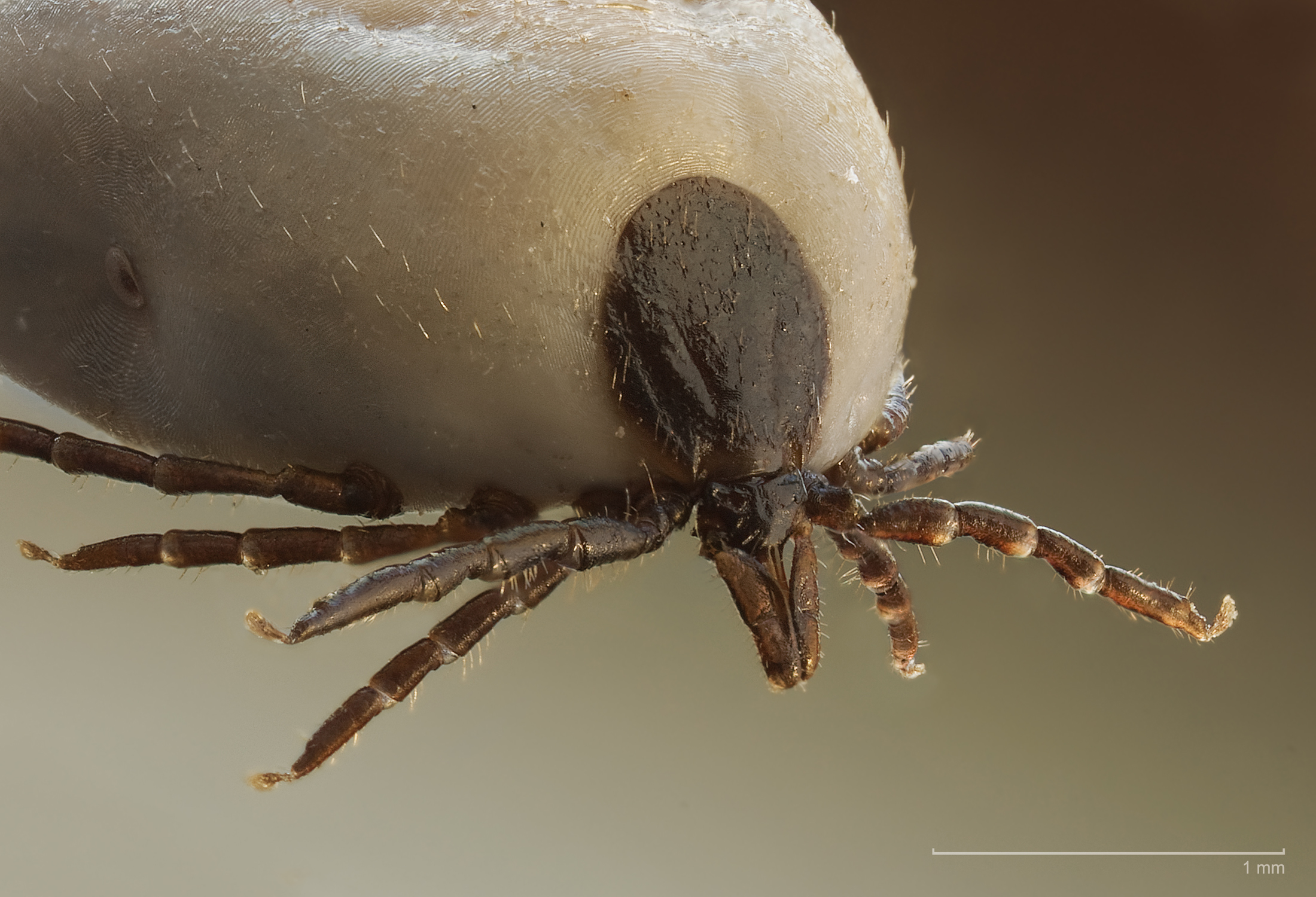
Le Renard roux est souvent porteur de tiques, comme celle-ci gorgée de sang.

Les Renards roux portent des puces, mais l'infestation demeure généralement raisonnable. Des espèces comme Spilopsyllus cuniculi sont certainement issues des proies que le renard consomme, tandis que d'autres comme Archaeopsylla erinacei l'infestent lorsqu'il se déplace. Les puces qui parasitent le Renard roux comprennent Pulex irritans, Ctenocephalides canis et Paraceras melis. Des tiques telles que Ixodes ricinus et I. hexagonus ne sont pas rares sur les renards, et on en retrouve sur les jeunes qui ne sont pas encore sortis du terrier. Le pou Suricatoecus vulpis est un parasite spécifique au renard, mais est rare. L'acarien Sarcoptes scabiei est la cause la plus fréquente de la gale chez le Renard roux. Elle provoque d'importantes pertes de poils, commençant à la base de la queue et derrière les pattes, puis la croupe et le reste du corps. Les individus touchés depuis longtemps peuvent perdre la majorité de leur fourrure et 50 % de leur masse corporelle et la gale peut ronger les extrémités infectées. Durant la phase épizootique de la maladie, il faut généralement quatre mois pour que l'animal en meure. D'autres parasites moins fréquents sont retrouvés sur les renards comme les acariens Demodex folliculorum, ceux du genre Notoedres, Otodectes cynotis (que l'on retrouve dans le conduit auditif), le crustacé Linguatula serrata (qui infecte les voies nasales) et les champignons responsables de dermatophytoses,.

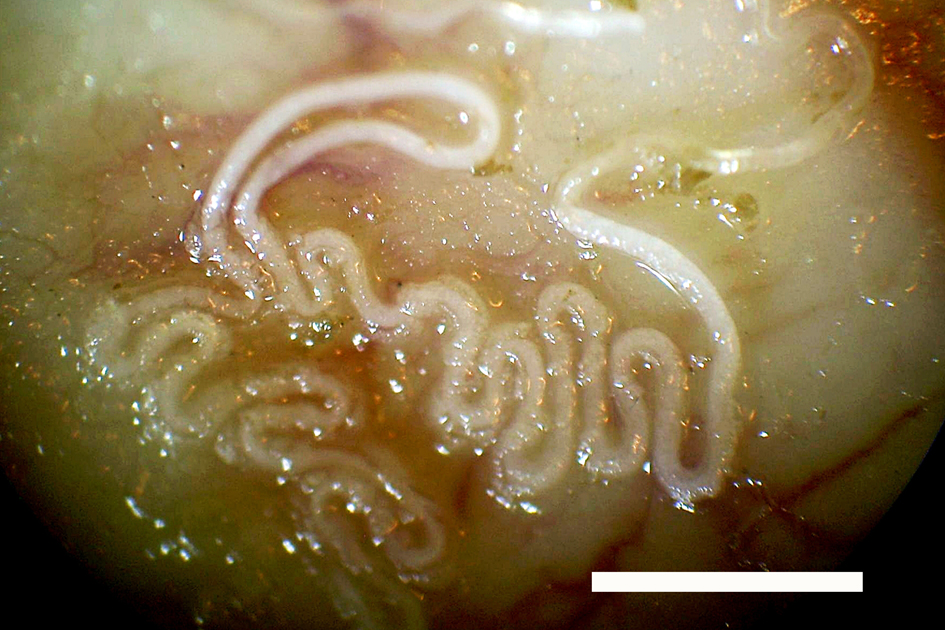
Eucoleus aerophilus (ou Capillaria aerophila), agent de la capillariose pulmonaire des renards

Jusqu'à soixante espèces de vers parasites sont connues comme pouvant infecter le renard dans les fermes de production de fourrure, tandis que l'on en trouve 20 chez les spécimens à l'état sauvage. Plusieurs espèces de coccidies du genre Isospora et Eimeria sont susceptibles de l'infecter. Les espèces de nématodes les plus communes sont Toxocara canis et Uncinaria stenocephala, Capillaria aerophila et Crenosoma vulpis, les deux dernières infectant les voies respiratoires. Pearsonema plica infecte la vessie du renard. La trichinose due à Trichinella spiralis est rare, mais celle causée par Trichinella nativa est commune en Alaska. On rencontre également des cestodes comme notamment Taenia spiralis et T. pisiformis. Parmi les parasites on peut également noter onze espèces de trématodes, ainsi qu'Echinococcus granulosus et E. multilocularis. Ce dernier parasite, également appelé ténia du renard, peut être contracté par l'être humain s'il entre en contact avec des objets souillés par l'urine ou les excréments d'un renard, comme un fruit tombé à terre par exemple. Le parasite s'attaque alors au foie et l'infection peut aller jusqu'à la mort de l'individu touché. On recense une dizaine de victimes de la maladie annuellement en France.

### Locomotion

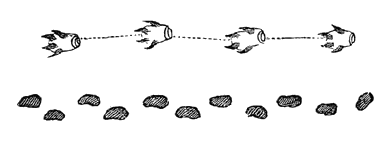
Piste de Renard roux : au trot (en haut), au pas (en bas).

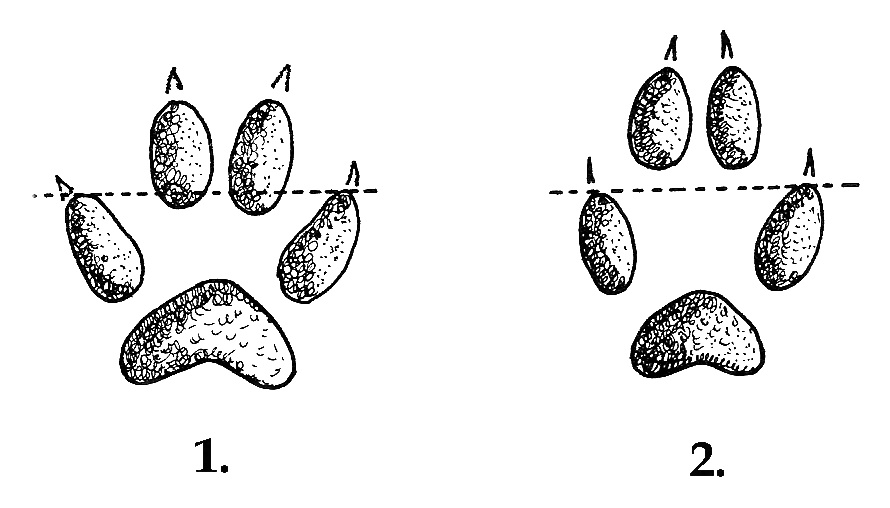
Comparaison entre les empreintes de Chien domestique (à gauche) et de Renard roux (à droite).

Le Renard roux est un digitigrade, c'est-à-dire qu'il se déplace sur les doigts. Il laisse au sol une empreinte caractéristique, où les doigts apparaissent plus éloignés du talon que sur l'empreinte d'un chien. Sur l'empreinte du talon, on aperçoit la marque d'une callosité en forme de chevron que l'on trouve uniquement chez les renards. Du fait de la présence de poils sur ses orteils, ses empreintes sont toutefois un peu moins marquées que celles d'autres animaux. Elles sont parfaitement alignées, et chez un animal qui marche les empreintes entre les pattes antérieures sont espacées de 30 cm,. Cette distance s'élève à 45 à 60 cm quand l'animal est au trot, et atteint 1,8 à 3 m quand l'animal court. Lorsqu'il marche, le renard a trois points d'appui au sol. Il adopte souvent une marche sinueuse et il lui arrive de poser ses pattes arrière dans l'empreinte de ses pattes avant. Sa démarche alterne marche lente, petit trot, pause et volte-face. Il porte la tête légèrement inclinée vers le bas, et tient tous ses sens en alerte.
C'est un animal très agile, qui peut réaliser des bonds de deux mètres au-dessus de clôtures. Il est bon marcheur, et quand il chasse la nuit il parcourt fréquemment une dizaine de kilomètres. Il est capable de ramper sur de courtes distances, et de se faufiler dans des passages étroits grâce à son corps fuselé. C'est aussi un bon nageur. Il court à une vitesse de 6 à 13 km/h, et peut atteindre au maximum 50 à 60 km/h sur de courtes distances. Il dépasse ainsi le loup en vitesse, mais est nettement moins endurant. Son faible poids lui permet de s'aventurer sur des sols très peu portants, comme de la boue, de la vase ou de la neige. C'est aussi un bon grimpeur, même s'il n'égale pas le Renard gris dans ce domaine.

### Dynamique des populations

#### Adaptation aux conditions trophiques
Le Renard roux a une forte capacité d'adaptation aux conditions du milieu dans lequel il vit. Ainsi, la population se maintient à un niveau stable. En revanche, en cas de surpopulation passagère, on observe un réajustement des effectifs par une plus grande dispersion des animaux à l'automne, et par une plus grande mortalité par le biais de l'arrivée d'épizooties. En cas de manque de nourriture, la population s'autorégule de différentes manières : les animaux subalternes du groupe sont moins bien tolérés et forcés à se disperser, le nombre de femelles gravides est moins important et les portées sont moins nombreuses. La taille des portées est un élément important de la régulation des populations. En effet le nombre d'embryons peut varier entre un et quatorze suivant les conditions. Ce phénomène est bien visible lorsqu'on l'observe en parallèle de l'évolution de la population de campagnols par exemple, une proie très appréciée des renards. Lors d'une saison de reproduction qui suit une « bonne année à campagnols », les portées sont de taille très importante, alors qu'elles sont réduites de moitié les années où les campagnols sont moins présents,. Par sa capacité à rebondir face à une importante mortalité, il est très difficile de réguler la population de renards et les tentatives de l'Homme sont souvent vaines. Le territoire du renard éliminé est en effet très rapidement réapproprié par un rôdeur, et les renardes compensent les disparitions de leurs congénères par une plus grande prolificité.

#### Dispersion
Le Renard roux n'effectue pas de migrations massives comme d'autres espèces, mais on peut noter un phénomène de dispersion des jeunes très marqué puisque ceux-ci peuvent s'éloigner de plusieurs dizaines de kilomètres de leur point de naissance, participant à la colonisation de nouveaux milieux. Les adultes quant à eux s'éloignent très rarement de leur territoire. Le phénomène de dispersion, à l'automne, concerne surtout les jeunes mâles qui quittent quasiment tous le groupe familial. Le jeune s'en va sans jamais faire demi-tour ni faire trop de crochets. Seuls les obstacles que constituent les autoroutes, les lacs et les fleuves le détournent de sa trajectoire linéaire. Suivant la région, certaines directions semblent privilégiées, et on note par exemple que les renards du Jutland au Danemark ont tendance à partir vers l'est, tandis que ceux du Midwest américain se dirigent prioritairement vers le Nord. La distance qu'il parcourt est d'autant plus grande que le territoire de base du groupe familial est étendu. Le renard ne s'arrête que lorsqu'il a trouvé un territoire à coloniser, où il n'y a pas de congénères déjà installés. Il peut aussi se mettre en attente à proximité d'un territoire et s'en emparer une fois qu'il sera laissé vacant.

#### Effet des modifications climatiques
On constate au cours du XXe siècle et dans plusieurs régions du monde une extension de l'aire de répartition du renard roux (Vulpes vulpes), dont vers une grande partie de l'Arctique canadien en Amérique, où il entre en compétition avec le renard arctique (Vulpes lagopus). Certains auteurs ont cru que ces individus colonisateurs étaient issus de renards roux européens introduit dans l'Est de l'Amérique du Nord au XVIIIe siècle (ils auraient alors pu être considérés comme espèce exotique envahissante). Mais des analyses génétiques récentes (publication 2015) a montré que le génome de ces renards est comparable à celui des renards roux de l'île Herschel (Yukon) et de l'île Bylot (Nunavut) avant l'expansion vers le nord de l'espèce, et non à celui du renard roux eurasiatique ; les haplotypes d'ADN mitochondrial de ces renards colonisateurs descendent de ceux des populations autochtones nord-américaines voisines. Ceci laisse penser que ce sont les modifications climatiques et des habitats qui ont favorisé l'expansion du XXe siècle des renards roux vers le nord  (ou en altitude).

## Longévité
En captivité le renard peut vivre 14 à 15 ans, mais dans la nature il dépasse rarement deux à cinq ans. Selon une étude d'Harris et Baker, le couple de renards dominants vit en moyenne 4,5 ans, tandis que les autres, qui doivent se contenter de territoires de chasse médiocres et doivent prendre plus de risques, ne vivent en moyenne que 2,1 ans. Chez les renards urbains, 88 % des renards meurent avant d'atteindre l'âge de trois ans, et seulement 3 % des animaux dépassent les cinq ans suivant la même étude.

## Habitat et répartition

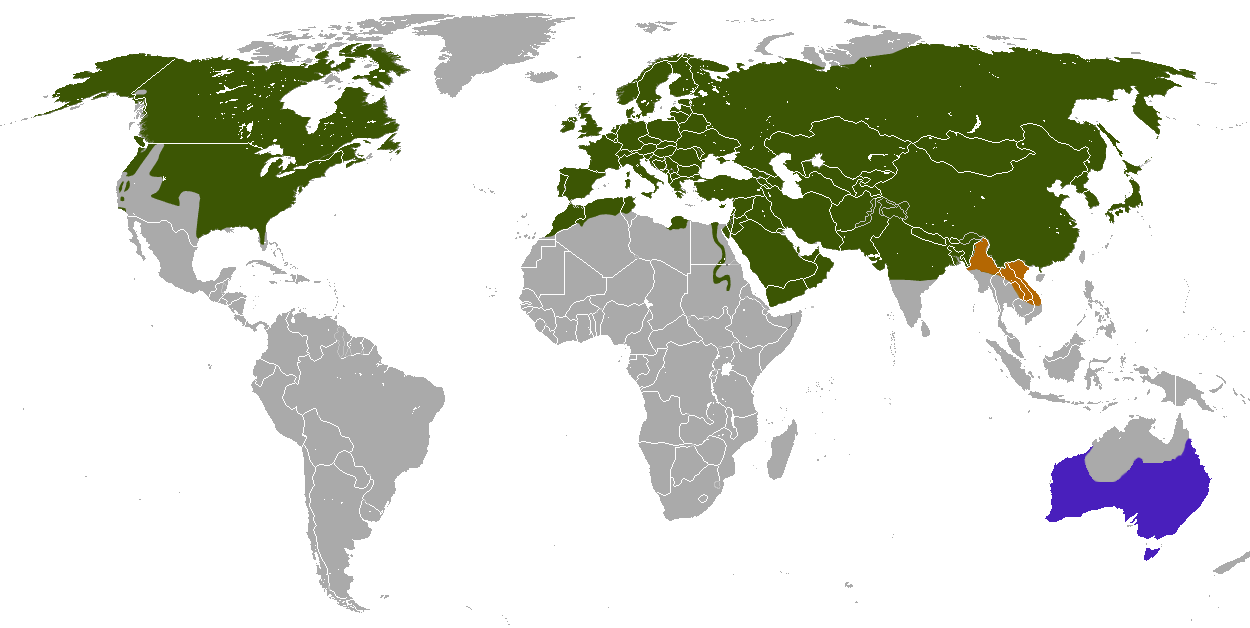
Carte de l'aire de répartition du Renard roux :
Zones d'origines
Présence incertaine
Zones d'introductions
Zones où il est inexistant

### Aire de répartition

#### Une espèce très bien implantée dans l'hémisphère Nord

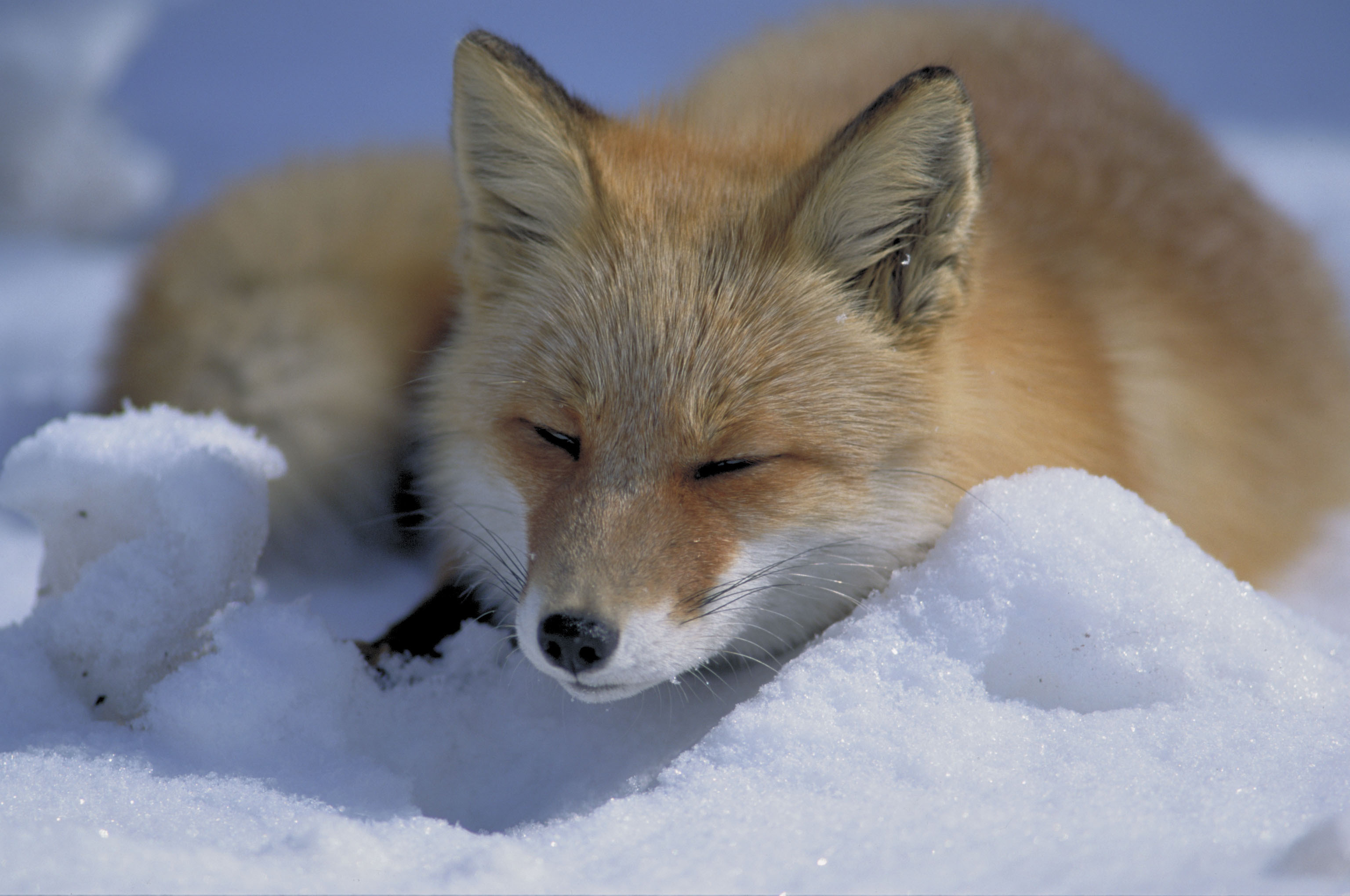
Un renard roux d'Hokkaido (Vulpes vulpes shrencki), appelé localement "Kitakitsune" (キタキツネ), allongé dans la neige.

Le Renard roux est le carnivore sauvage qui a l'aire de répartition la plus vaste. On le trouve en effet dans la quasi-totalité de l'hémisphère Nord, à quelques exceptions près comme l'Islande, la Crète et les Hébrides. C'est aussi l'un des mammifères les plus répandus, après les rongeurs commensaux de l'être humain, certainement grâce à son excellente capacité d'adaptation à des milieux variés, du désert au cercle arctique. Il est présent dans la majeure partie de l'Europe et de l'Asie, de l'Irlande au détroit de Béring, et jusqu'aux côtes vietnamiennes. On le trouve aussi en Afrique, sur la côte nord du Maroc et de l'Algérie, ainsi que dans la péninsule Arabique. Au Nord on le rencontre jusqu'à la péninsule de Taïmyr et sur la banquise à l'intérieur même du cercle polaire. En Amérique du Nord, il est présent sur la majeure partie du continent, du Nord du Mexique aux régions arctiques canadiennes. Il se limitait auparavant à l'extrême nord du continent, mais c'est l'introduction d'animaux plus au sud qui a accéléré la propagation de l'espèce sur le continent, qu'il occupe aujourd'hui en totalité.

#### Espèce invasive en Australie
Il a également été introduit en Australie au cours du XIXe siècle, dont la Tasmanie où il a remplacé dans la chaîne alimentaire le thylacine (aussi dit  loup ou tigre marsupial), espèce éteinte en raison de sa persécution par l'homme mais aussi en partie de l'introduction du renard qui a eu pour conséquence de créer une concurrence entre le marsupial de la famille des thylacinidae et le mammifère placentaire canidé.
En introduisant le renard en Australie, les colons pensaient ainsi pouvoir enrayer la prolifération des lapins dans le pays, et envisageaient également d'y introduire la chasse à courre, loisir très apprécié au Royaume-Uni. Il s'est depuis bien établi dans cette contrée, puisque les quelques spécimens importés dans la région de Melbourne entre 1845 et 1870 ont petit à petit formé une population importante. En 1916, l'espèce avait gagné l'ouest du pays après avoir traversé le grand désert de Victoria et le désert de Simpson. Le Renard roux inquiète rapidement la faune locale et menace de faire disparaître certains petits vertébrés endémiques du pays. Dès 1929, une prime était attribuée aux chasseurs pour inciter à exterminer l'espèce, sans grand succès. Seuls les dingos, qui occupent la même niche écologique que les renards et sont plus agressifs, parviennent à enrayer la propagation de l'espèce dans certaines régions.

### Habitat

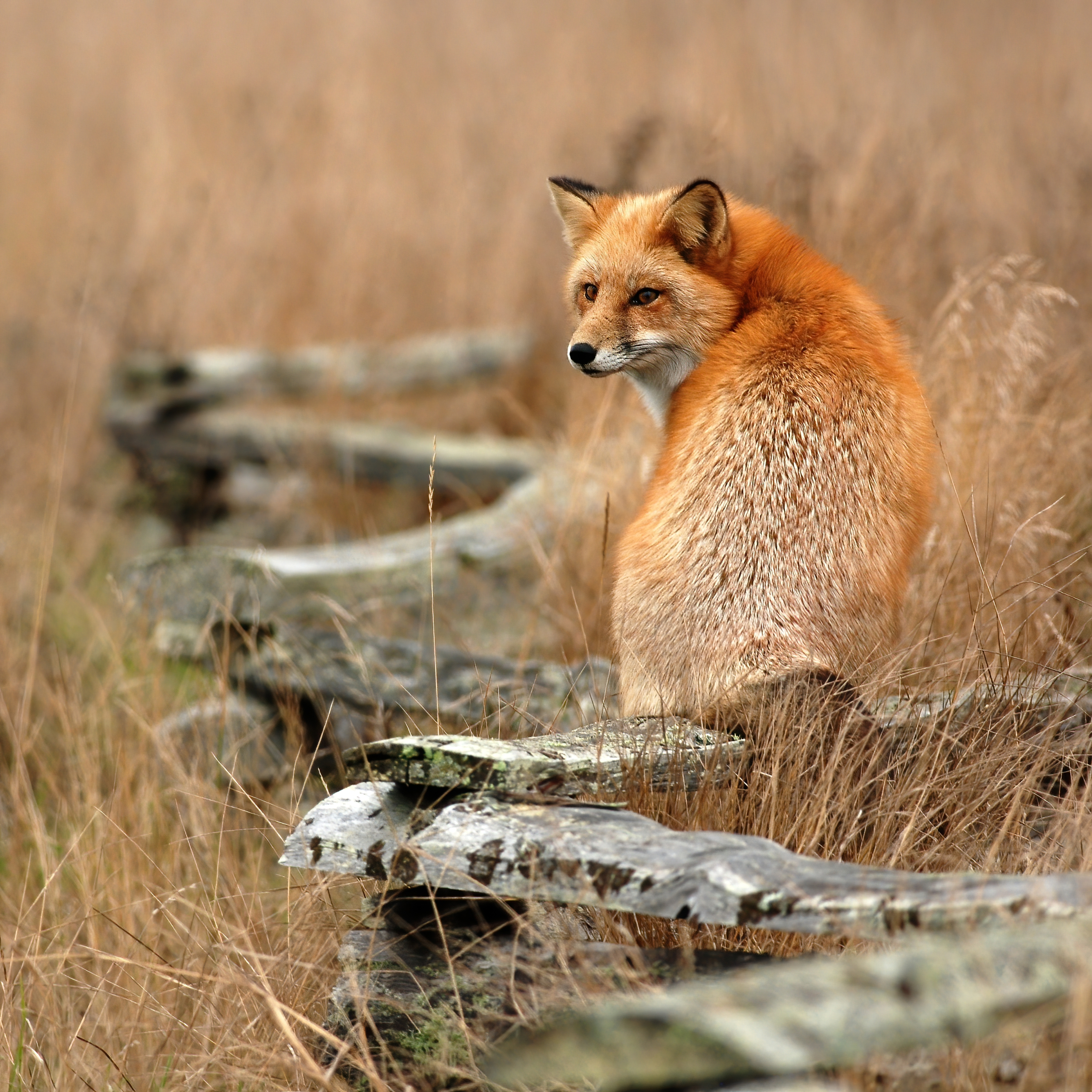
Renard roux dans une prairie de l'État de Washington aux États-Unis.

Le Renard roux est très commun car il s'adapte à des milieux très variés. On peut ainsi le rencontrer en bord de mer comme dans les landes d'altitude, dans les campagnes comme dans les villes, dans les forêts, les champs cultivés, les prairies, les savanes, les steppes et même dans le désert. Il affectionne néanmoins plus particulièrement les zones tempérées au paysage ouvert et varié comprenant forêts, champs cultivés, ruisseaux et collines. En général il réside à l'abri dans les forêts, et va se nourrir à la bordure des bois et des haies où il trouve une grande diversité de fruits, de baies et d'insectes, et dans les champs cultivés, comme les prairies fréquemment fauchées, où il lui est plus facile de chasser les rongeurs. L'été, la mère emmène fréquemment les jeunes dans les champs de céréales ou de maïs où ils sont à l'abri de la pluie et du soleil. Le Renard roux s'est bien adapté à la présence humaine et il fréquente divers habitats créés par l'Homme comme les champs cultivés, les lisières de bois, les vergers, les terrains militaires, les friches de déprise agricole, les aérodromes ou les bords de route et de chemin de fer, où il trouve de la nourriture. Il est de plus en plus fréquent en milieu urbain où il se nourrit des déchets laissés par les êtres humains. La densité moyenne en France est d'un individu au km2, mais on peut trouver jusqu'à cinq groupes familiaux par km2 en zone urbaine. Cette densité est en effet très variable suivant la disponibilité en nourriture. Ainsi, il faut compter en moyenne en campagne entre 30 et 200 ha par individu et entre 150 et 600 ha pour un couple et sa progéniture. En montagne où la nourriture est nettement plus restreinte on peut avoir jusqu'à 4 000 ha par individu, tandis qu'en ville on trouve un individu pour 10 à 40 ha.

## Dénominations et systématique

### Étymologie et sémantique
Le renard était appelé au Moyen Âge goupil, mot provenant du terme latin Vulpes désignant cet animal, et qui en constitue aujourd'hui la dénomination scientifique. Il doit son nom commun actuel au Roman de Renart, œuvre littéraire très connue du Moyen Âge dont les héros sont des animaux portant chacun un nom. Ainsi le goupil du livre s'appelle Renart, nom propre qui comme Renaut et Reginald et ses formes allemandes plus anciennes Raginohard et Reginhart, vient de l'allemand ragin et hart et signifie « de bon conseil ». Au XIIe siècle, le récit est tellement populaire que l'appellation Renart s'impose sur goupil, et elle perdurera jusqu'à aujourd'hui. L'épithète « roux » fait bien sûr référence à la couleur de la fourrure de cette espèce.

### Taxonomie
Au sein de l'ordre des carnivores, apparu entre 40 et 60 millions d'années avant le présent, le Renard Roux appartient à la famille des canidés, qui semble avoir divergé très tôt des autres carnivores (félidés, mustélidés). Cette famille est très hétérogène, et ne compte pas moins de 34 genres différents. Elle comprend entre autres le loup, le chien domestique, le coyote, et diverses espèces de renards. Le genre Vulpes auquel appartient le Renard roux comprend 76 espèces, dont les deux tiers vivent quasi exclusivement dans les zones arides à semi-désertiques. Il comprend notamment le fennec, le Renard afghan, le Renard pâle, le Renard corsac et deux espèces de renard à grandes oreilles, Vulpes macrotis et Vulpes velox.
Le Renard roux est décrit pour la première fois par Carl von Linné en 1758 sous l'appellation Canis vulpes qui désignait ainsi la sous-population européenne, le Renard roux d'Amérique étant décrit comme Vulpes fulva, avant qu'on ne regroupe les populations de ces deux continents au sein de la même espèce.

### Origines et évolution

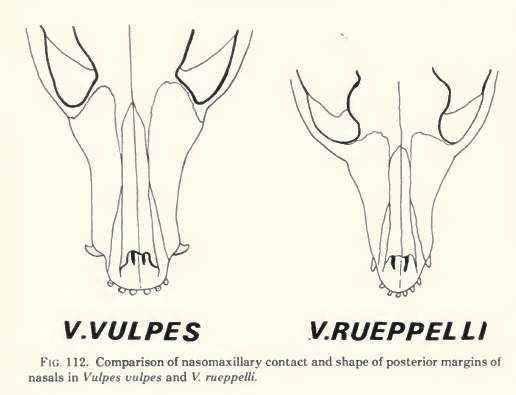
Comparaison entre un crâne de Renard roux (à gauche) et de Rüppel (à droite). On peut noter l'aire faciale plus développée du premier.

Le Renard roux est considéré comme le membre du genre Vulpes le plus spécialisé et le plus évolué, en comparaison du Renard de Blanford, du Renard corsac et du Renard du Bengale, notamment du fait de sa taille et de son adaptation à un régime carnivore. Son aire faciale est plus développée. Il n'est toutefois pas aussi bien adapté à son régime carnivore que peut l'être le Renard du Tibet. Le Renard roux est originaire d'Eurasie, et a évolué à partir de Vulpes alopecoides ou de l'espèce chinoise très proche V. chikushanensis, ces deux espèces ayant vécu durant le Villafranchien moyen. Le plus ancien spécimen fossilisé de Vulpes vulpes a été découvert en Hongrie, et date d'entre 3,4 et 1,8 million d'années avant le présent. L'espèce d'origine était certainement plus petite que l'espèce courante, et de la même manière les animaux retrouvés fossilisés sont plus petits que les populations modernes. Le plus ancien spécimen de l'espèce moderne date du milieu du Pléistocène, à proximité de traces de peuplements humains. Cela a conduit à la théorie suivant laquelle le Renard roux était utilisé par les premiers Hommes comme source de nourriture et de peaux. Le Renard roux est arrivé relativement tard sur le continent nord-américain, un peu après la glaciation du Wisconsin. Ainsi on n'a retrouvé aucun indice de la présence de cette espèce en Amérique du Nord avant la période interglaciaire du Sangamonien. Des fossiles datant de cette ère ont été retrouvés dans l'extrême nord du continent dans des dépôts Sangamoniens dans le district de Fairbanks et à Medicine Hat. Des fossiles datant du Wisconsin ont été découverts dans 25 sites différents dans l'Arkansas, la Californie, le Colorado, l'Idaho, le Missouri, le Nouveau-Mexique, le Tennessee, le Texas, la Virginie et le Wyoming.

### Sous-espèces
Les spécialistes parviennent difficilement à tomber d'accord sur le nombre de sous-espèces du Renard roux. En 2005, 45 sous-espèces différentes sont reconnues. En 2010, une autre sous-espèce est découverte dans la vallée de Sacramento à la suite d'analyses d'haplotypes à partir d'ADN mitochondrial. D'autres sources font référence jusqu'à 73 sous-espèces, quand d'autres catégorisent l'espèce en cinq grandes populations.
Il y a un fort brassage génétique entre les différentes sous-espèces, de nombreux cas de croisements étant connus. Par exemple les renards britanniques se sont croisés à des renards venus d'Europe continentale. Ces mêmes renards européens ont été introduits dans certaines parties des États-Unis au cours du XVIIIe siècle.
Les sous-espèces de Renard roux peuvent se diviser en deux catégories :
- les renards nordiques : de grands renards à la couleur vive ;
- les renards gris du sud : ils incluent les sous-espèces asiatiques griffithi, pusilla et flavescens. Leurs caractéristiques sont intermédiaires entre les renards nordiques et d'autres espèces de renards plus petites. Leur crâne est plus proche de celui des espèces primitives que de celui des renards du nord[139]. Ils sont nettement plus petits que les renards du nord, leur taille maximale n'atteignant pas la taille moyenne de ceux-ci[148].

Les Renards roux du Moyen-Orient ont des caractéristiques intermédiaires entre les renards du nord et ceux du sud
Selon Mammal Species of the World (version 3, 2005)  (25 janv. 2011) :
- sous-espèce Vulpes vulpes abietorum ;
- sous-espèce Vulpes vulpes alascensis ;
- sous-espèce Vulpes vulpes alpherakyi ;
- sous-espèce Vulpes vulpes anatolica ;
- sous-espèce Vulpes vulpes arabica ;
- sous-espèce Vulpes vulpes atlantica ;
- sous-espèce Vulpes vulpes bangsi ;
- sous-espèce Vulpes vulpes barbara ;
- sous-espèce Vulpes vulpes beringiana ;
- sous-espèce Vulpes vulpes cascadensis ;
- sous-espèce Vulpes vulpes caucasica ;
- sous-espèce Vulpes vulpes crucigera ;
- sous-espèce Vulpes vulpes daurica ;
- sous-espèce Vulpes vulpes deletrix ;
- sous-espèce Vulpes vulpes dolichocrania ;
- sous-espèce Vulpes vulpes dorsalis ;
- sous-espèce Vulpes vulpes flavescens ;
- sous-espèce Vulpes vulpes fulvus ;
- sous-espèce Vulpes vulpes griffithi ;
- sous-espèce Vulpes vulpes harrimani ;
- sous-espèce Vulpes vulpes hoole ;
- sous-espèce Vulpes vulpes ichnusae ;
- sous-espèce Vulpes vulpes indutus ;
- sous-espèce Vulpes vulpes jakutensis ;
- sous-espèce Vulpes vulpes japonica ;
- sous-espèce Vulpes vulpes karagan ;
- sous-espèce Vulpes vulpes kenaiensis ;
- sous-espèce Vulpes vulpes kurdistanica ;
- sous-espèce Vulpes vulpes macroura ;
- sous-espèce Vulpes vulpes montana ;
- sous-espèce Vulpes vulpes necator ;
- sous-espèce Vulpes vulpes niloticus ;
- sous-espèce Vulpes vulpes ochroxantha ;
- sous-espèce Vulpes vulpes palaestina ;
- sous-espèce Vulpes vulpes peculiosa ;
- sous-espèce Vulpes vulpes pusilla ;
- sous-espèce Vulpes vulpes regalis ;
- sous-espèce Vulpes vulpes rubricosa ;
- sous-espèce Vulpes vulpes schrencki ;
- sous-espèce Vulpes vulpes silacea ;
- sous-espèce Vulpes vulpes splendidissima ;
- sous-espèce Vulpes vulpes stepensis ;
- sous-espèce Vulpes vulpes tobolica ;
- sous-espèce Vulpes vulpes tschiliensis ;
- sous-espèce Vulpes vulpes vulpes.

Une étude récente suppose que les populations de renard roux issues d’Amérique du Nord pourraient représenter une espèce à part sous le nom de Vulpes fulva.

## Le renard roux et l’Homme

### Le renard dans la culture

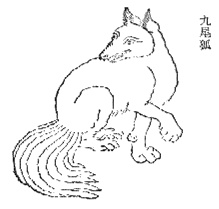
Renard à neuf queues, de l'édition Qing de la Shan Hai Jing.

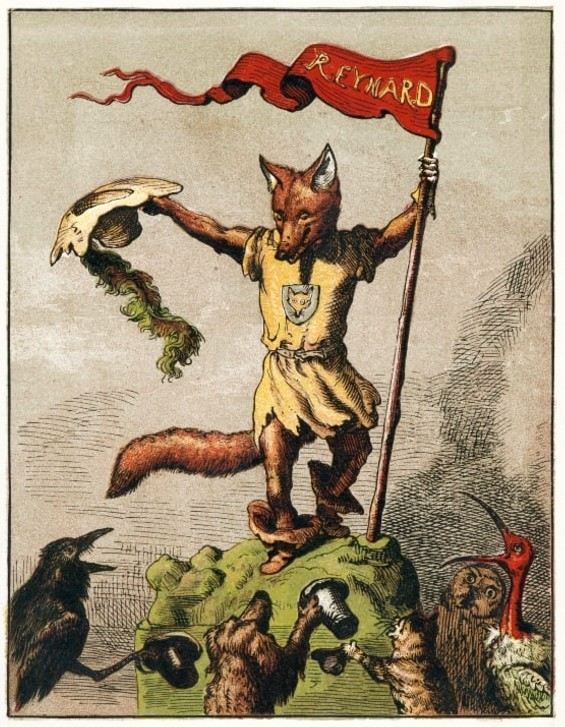
Un renard roux dans un livre pour enfants publié en 1869.

Le terme renard désigne en français de nombreuses espèces, mais, dans l'imaginaire populaire, il évoque surtout le Renard roux, espèce la plus largement distribuée et à laquelle les humains sont le plus souvent confrontés. On le retrouve dans diverses légendes, fables, folklores et croyances, ainsi que dans les arts et les expressions.

#### Symbolique du renard
Suivant les cultures et les époques, le renard est l'objet de diverses croyances. Il se voit parfois attribuer des pouvoirs magiques, mais est vu par d'autres comme la réincarnation du diable. Le plus fréquemment, le renard est vu comme un animal rusé, flatteur et fourbe, et il est déjà décrit de cette façon dans la littérature grecque. Dans la mythologie nordique, le renard est un animal associé à Loki, dieu scandinave de la malice et de la discorde.[réf. à confirmer].
Dans la mythologie, la littérature et le folklore des pays d'Asie de l'Est, l’esprit-renard, serait un animal doté d'aptitudes surnaturelles, comme la métamorphose , la possession, la maîtrise des éléments ou encore la capacité de passer d'un état matériel à immatériel devenant un égal des divinité aux immenses pouvoirs, généralement sous la forme d'un renard à neuf queues, pouvant devenir une créature tantôt bénéfique, tantôt maléfique. Au Japon, le renard est associé à Inari, la divinité des cultures et de l'industrie.

#### Renard roux dans l'art

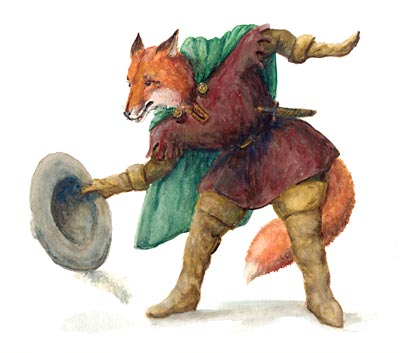
Illustration de Renart.

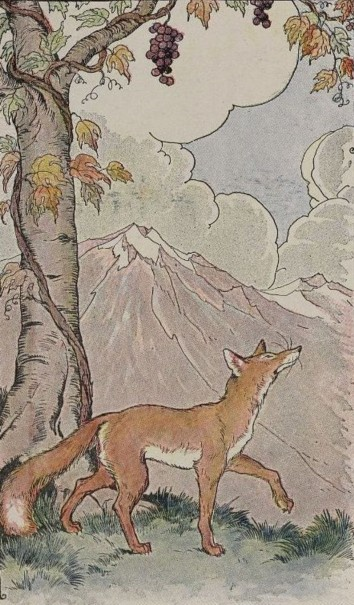
Illustration de la fable Le Renard et les Raisins.

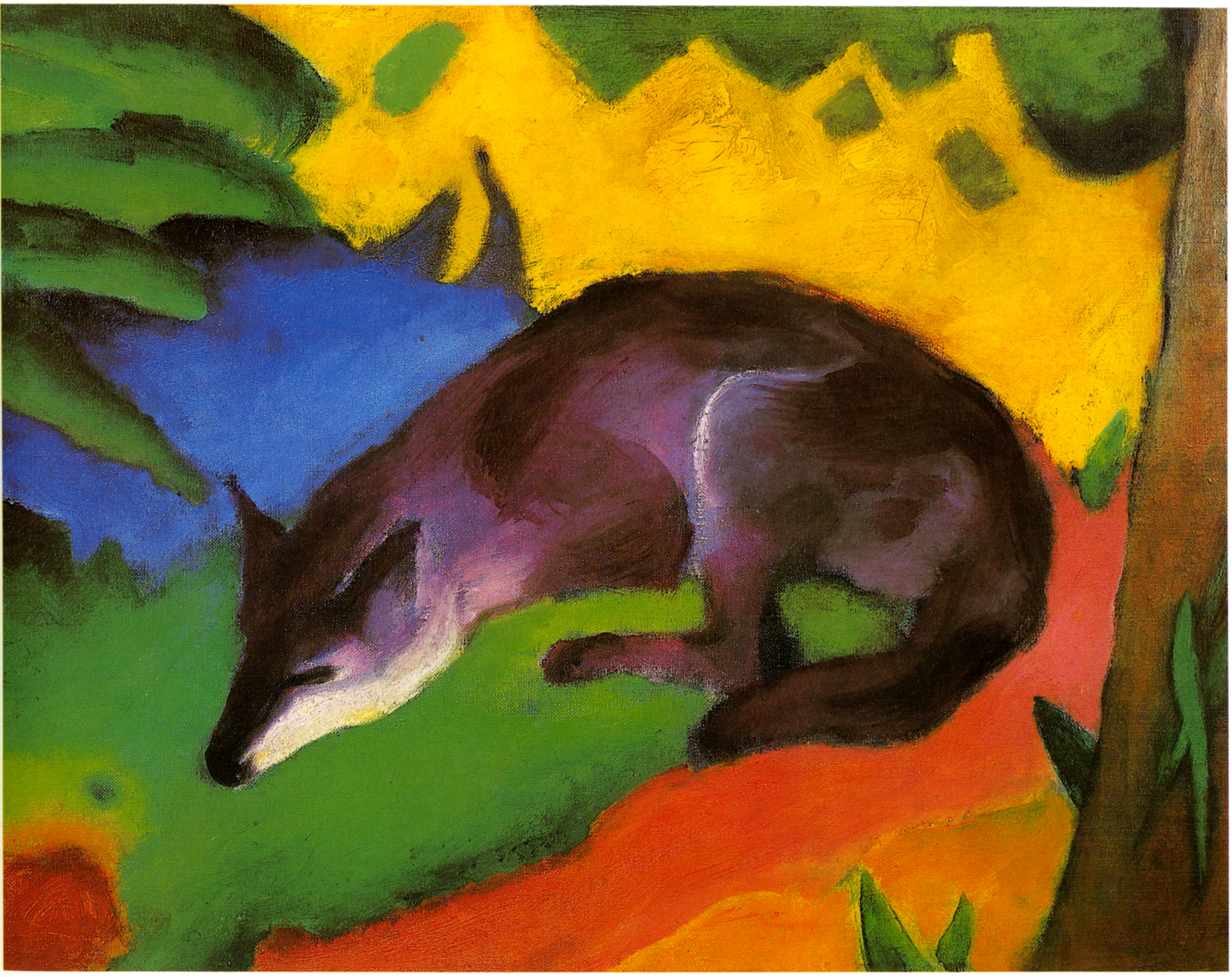
Renard, tableau de Franz Marc, 1911

Le renard est fréquemment dépeint dans la littérature européenne. Même si l'espèce exacte n'est jamais précisée, comme le Renard roux est celui qui domine largement dans cette partie du monde on peut penser que c'est lui qui a inspiré les auteurs. Les fables d'Ésope de l'antiquité grecque, qui inspirèrent Jean de La Fontaine au XVIIe siècle s'appuient par exemple à plusieurs reprises sur le personnage du renard, comme Le Corbeau et le Renard, qui montre un renard flatteur et trompeur, Le Renard et la Cigogne, où un renard se retrouve penaud de s'être fait piéger par la cigogne qu'il avait trompée, Le Renard et les Raisins, qui montre un renard affectant de mépriser des raisins inaccessibles ou Le Renard et le Bouc, où le renard sort du puits où il était tombé avec le bouc en montant sur les cornes de celui-ci, mais sans tenir la promesse qu'il avait faite d'aider ensuite son compère à s'en extraire. Dans les fictions animalières, en Europe, les renards apparaissent dans plusieurs récits mélangeant faits réels et fiction, où ils sont souvent persécutés. Au Moyen Âge, il est souvent dépeint en tant que membre du clergé, courtisant ses assistances, des moutons, qu'il peut à loisir croquer. Dans les siècles suivants, c'est plutôt la ruse du renard qui est mise en avant, qu'elle soit sournoise ou astucieuse. C'est ce trait de caractère qui est souvent souligné dans le Roman de Renart, datant du Moyen Âge, et ses diverses adaptations comme celle de Maurice Genevoix au XXe siècle, Le Roman de Renard (Genevoix).

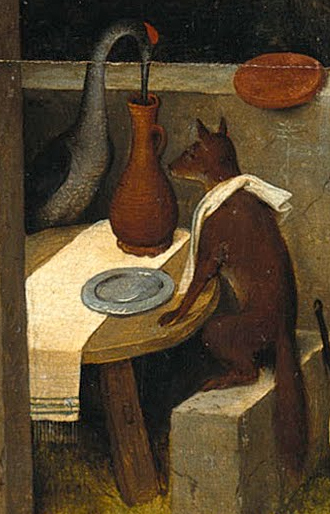
Détail du tableau Les Proverbes flamands de Brueghel l'Ancien (1559) illustrant l'expression venant d'une fable d'Esope La cigogne reçoit le renard signifiant: "Deux brigands ne pensent qu'à leur propre avantage"

Dans Pinocchio de Carlo Collodi, un renard qui feint d'être boiteux et un chat qui prétend être aveugle parviennent toujours à détourner le héros principal du droit chemin. Dans Le Petit Prince d'Antoine de Saint-Exupéry, un renard, a priori un fennec (Vulpes zerda), apprend au héros principal la vraie valeur des choses et en premier lieu l'espérance et l'amitié. Fantastique Maître Renard est un livre pour enfants écrit par Roald Dahl, où un renard trouve une astuce pour échapper à la famine, ainsi que d'autres animaux, quand trois fermiers décident d'établir un blocus pour l'empêcher de venir voler leurs volailles. En 2010 il a été adapté en animation en volume sous le titre de Fantastic Mr. Fox. Le Renard et le Chien courant est un roman de Daniel P. Mannix paru en 1967 et qui a inspiré les longs métrages d'animation des studios Disney, Rox et Rouky (1981) et Rox et Rouky 2 (2006). C'est l'histoire de l'adversité d'un chien et d'un Renard roux amis d'enfance. Les studios Disney avaient déjà présenté, en 1973, les personnages de Robin des bois et Marianne sous les traits de renards dans le long métrage d'animation Robin des Bois.
Au cinéma, Le Renard et l'Enfant est un film dramatique réalisé par Luc Jacquet qui raconte l'histoire d'une fillette liée d'amitié avec un Renard roux qu'elle parvient à apprivoiser.
Dans le Renard, un ballet d'Igor Stravinsky inspiré d'un conte russe, un renard s'attaque à un coq en se déguisant en religieuse, puis en mendiante.

### Renard des villes

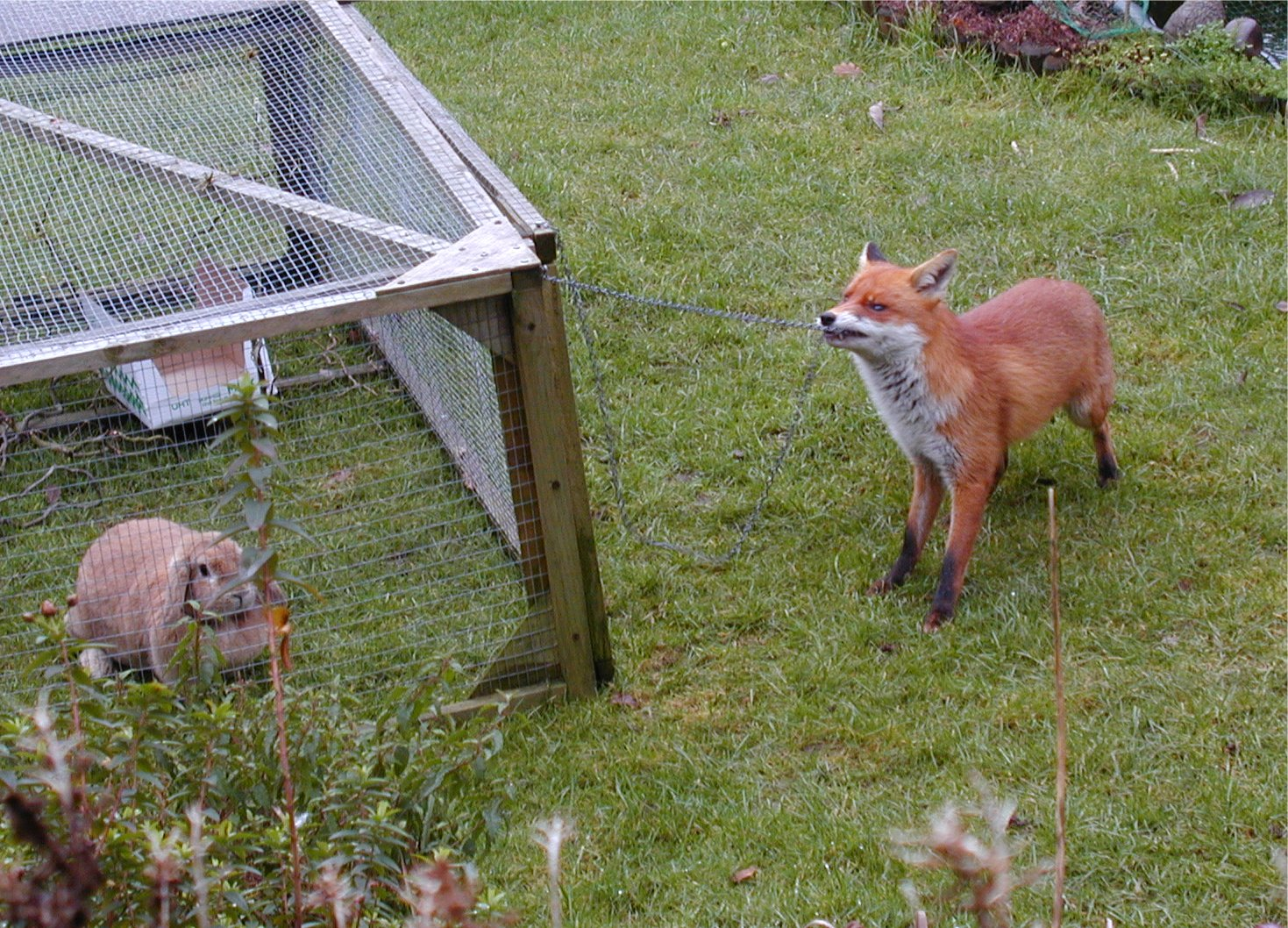
Un renard urbain tirant sur une chaîne pour essayer d'entrer dans l'enclos d'un lapin de compagnie.

Depuis le XVIe siècle, la présence occasionnelle de renards en ville est mentionnée, mais depuis la seconde partie du XXe siècle il s'installe réellement en ville, et les populations de renards « urbains » sont plus fréquentes depuis quelques décennies. Cela s'explique peut-être par un habitat qui leur est devenu plus favorable par rapport aux campagnes agricoles intensives, ou par l'expansion urbaine très rapide, qui a conduit à enclaver certains territoires de chasse des renards qui se sont adaptés au nouveau milieu auquel ils étaient confrontés. Ils sont notamment présents dans les quartiers et banlieues résidentiels où ils trouvent des jardins et des parcs et de la nourriture en quantité. Les villes de Grande-Bretagne lui conviennent tout particulièrement, et à Londres on compte par exemple 25 renards par km2. Le London Ecology Unit a d'ailleurs accompagné un programme de protection du Renard roux. À Bristol ce nombre s'élève à 30 renards par km2. Une étude récente a montré qu'à Nantes, ils étaient presque toujours cantonnés aux espaces verts plutôt qu'aux jardins et que leur nourriture (étude du contenu des crottes) variait selon les lieux qu'ils fréquentent, mais était peu anthropisée. À Bruxelles, le renard roux est une espèce protégée au même titre que tous les mammifères. Il a réussi à s'adapter à l'environnement urbain bruxellois où il a trouvé de la nourriture en suffisance (notamment sous la forme de déchets). Dans certaines villes les habitants les nourrissent en leur laissant quelques restes de nourriture.

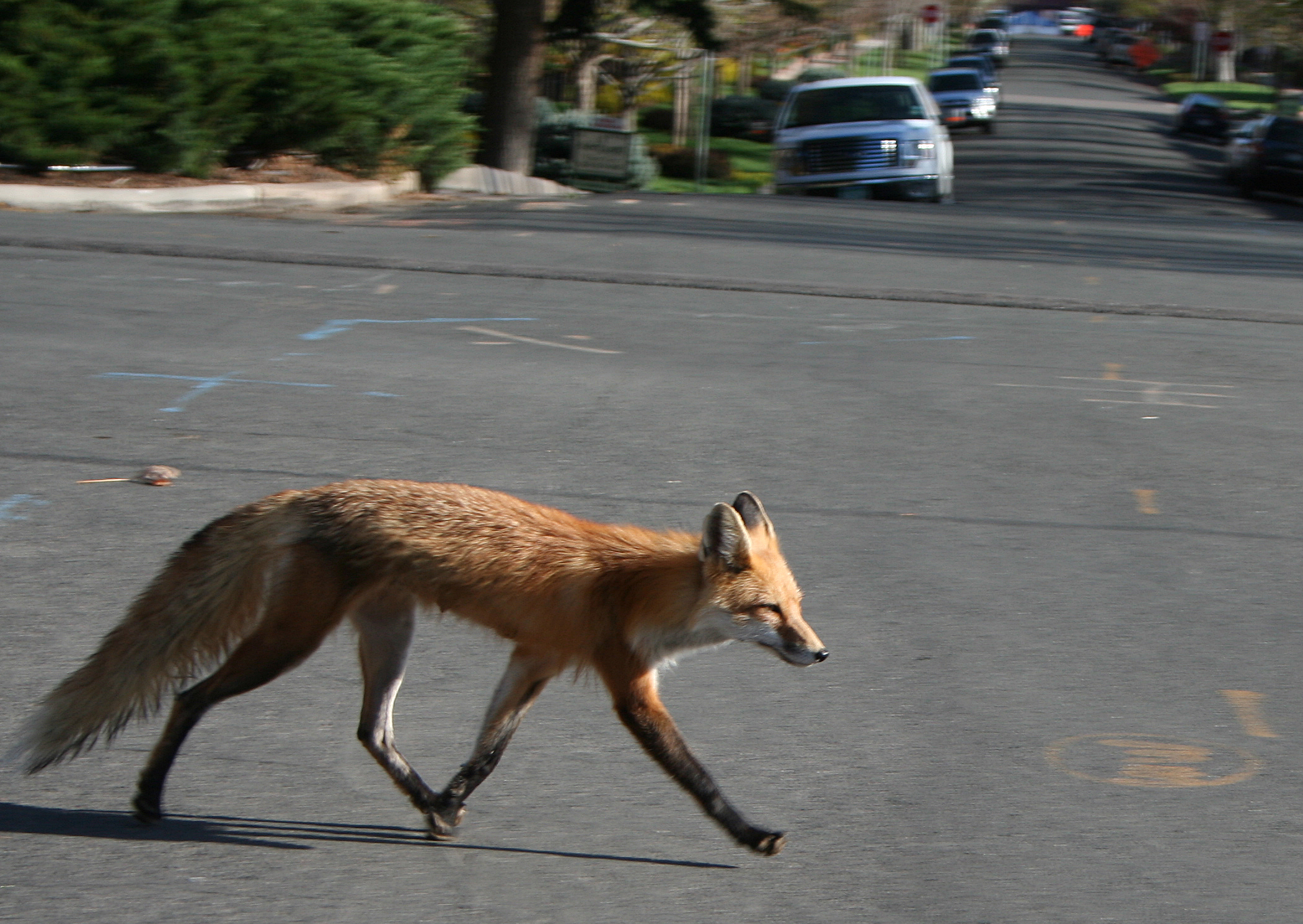
Renard roux traversant une rue.

Le Renard roux urbain est actif quasi exclusivement la nuit. Il passe le reste de la journée à dormir dans un endroit tranquille, comme un jardin, un toit de garage ou encore un bâtiment abandonné. En guise de terrier, la renarde se montre également très opportuniste. Elle peut mettre bas dans un garage, une cabane de jardin ou un quelconque bâtiment abandonné. Il lui arrive également de creuser un terrier dans un jardin, sous une racine ou une dalle en béton, dans un cimetière ou sous une maisonnette de jardin. Cela peut parfois mener à des situations peu banales comme le vol régulier d'objets, par exemple des chaussures, des gants et des boules de pétanque, pour l'éducation des jeunes ou comme une famille de renards vivant à proximité directe de l'Homme. La cohabitation avec les humains peut donc être difficile, car le renard peut faire des dégâts dans les jardins et les parsème de ses défécations. Dans ce cas l'emploi de substance répulsive et l'éclairage prolongé peut permettre de le repousser. La structure des groupes de renards urbains est également différente de celle des renards en milieu rural. Ainsi les groupes sont généralement assez grands, formés autour d'un couple dominant auquel sont adjoints un certain nombre de subordonnés, pas forcément issus de la portée de l'année précédente, mais pouvant venir d'autres familles voisines.

### Domestication

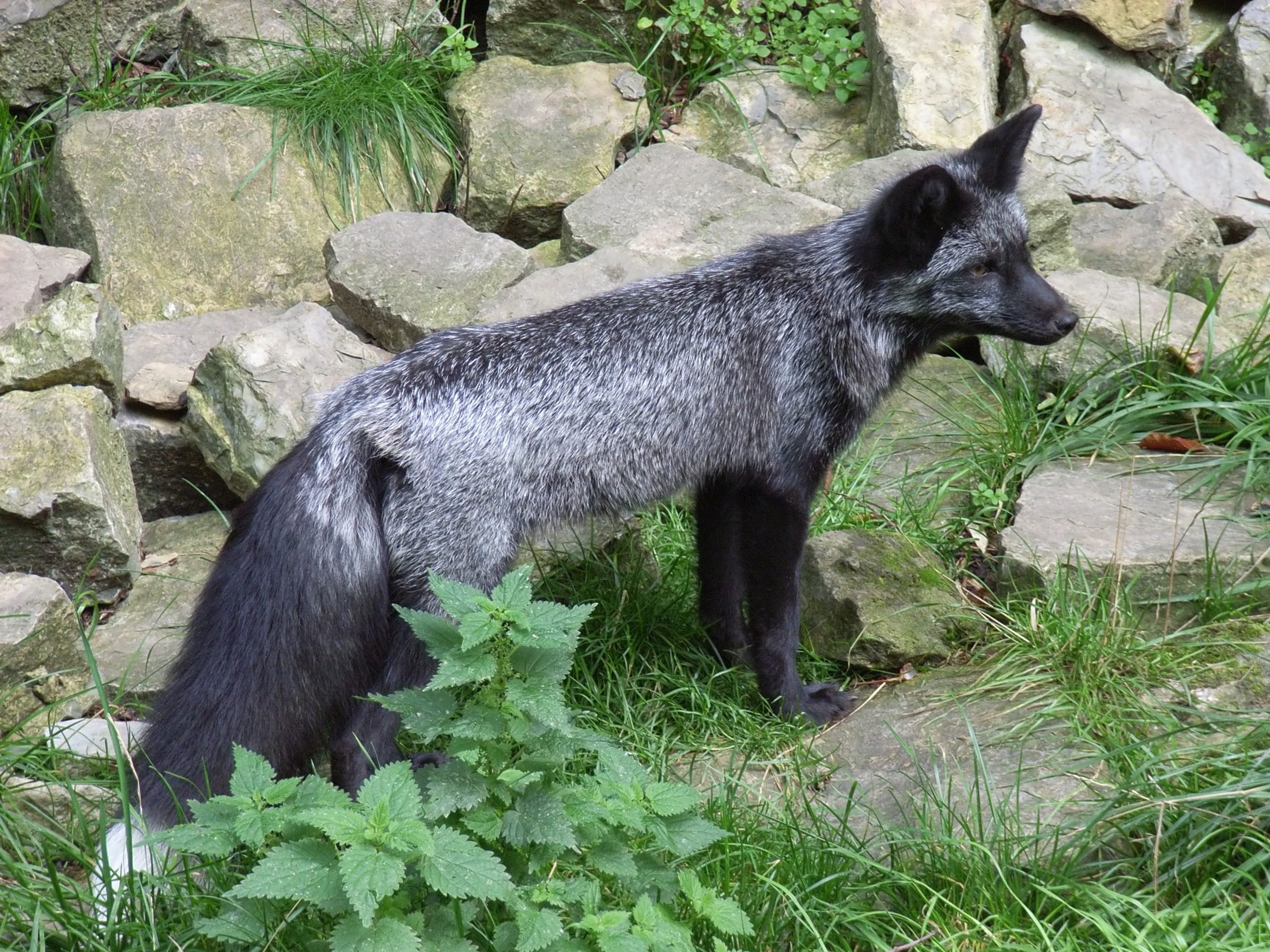
Un des renards provenant de la sélection de Dimitri Konstantinovich Belyaev (la couleur de son pelage est argentée).

L'adoption de renards et fennecs comme animaux de compagnie semble avoir existé de longue date et ponctuellement, mais elle est déconseillée dans la plupart des pays, hors élevage, eu égard à la mauvaise réputation sanitaire de l'animal sauvage qui était vecteur de la rage (avant les campagnes de vaccination), et est fréquemment parasité par des tiques ou des puces et véhicule des parasites qu'il peut transmettre à l'Homme, notamment par ses excréments (parasites tels que l'échinococcose qui est également véhiculée par les chiens et parfois par les chats). Les marques odorantes du renard ont aussi été un frein à une grande proximité avec l'Homme. Par ailleurs c'est un animal qui a besoin de beaucoup d'espace, et ne peut pas se contenter d'un appartement ou d'un enclos dans le jardin, et il peut faire des dégâts aux meubles ou creuser des trous dans le jardin.
Dmitri Beliaïev a passé plusieurs années à sélectionner des Renards roux sur des critères de docilité afin d'étudier le processus de domestication d'animaux sauvages. Mort en 1985, il transmet la responsabilité de cette expérience lancée en 1957 à Ludmila Trut, qui la reprend avec le même objectif, obtenir des animaux capables d'obéir à des ordres donnés par l'Homme, à la manière des chiens. Au début des années 2010, cette expérience de longue date est menacée par le manque de financements disponibles. Après plus de 50 générations de renards, l'expérience a conduit à obtenir une population stabilisée d'animaux assez dociles avec des particularités physiques différentes des Renards roux sauvages.

### Chasse au renard

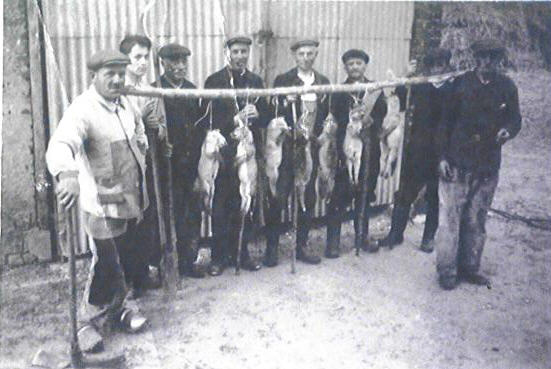
Chasse au renard dans la Sarthe dans les années 1950.

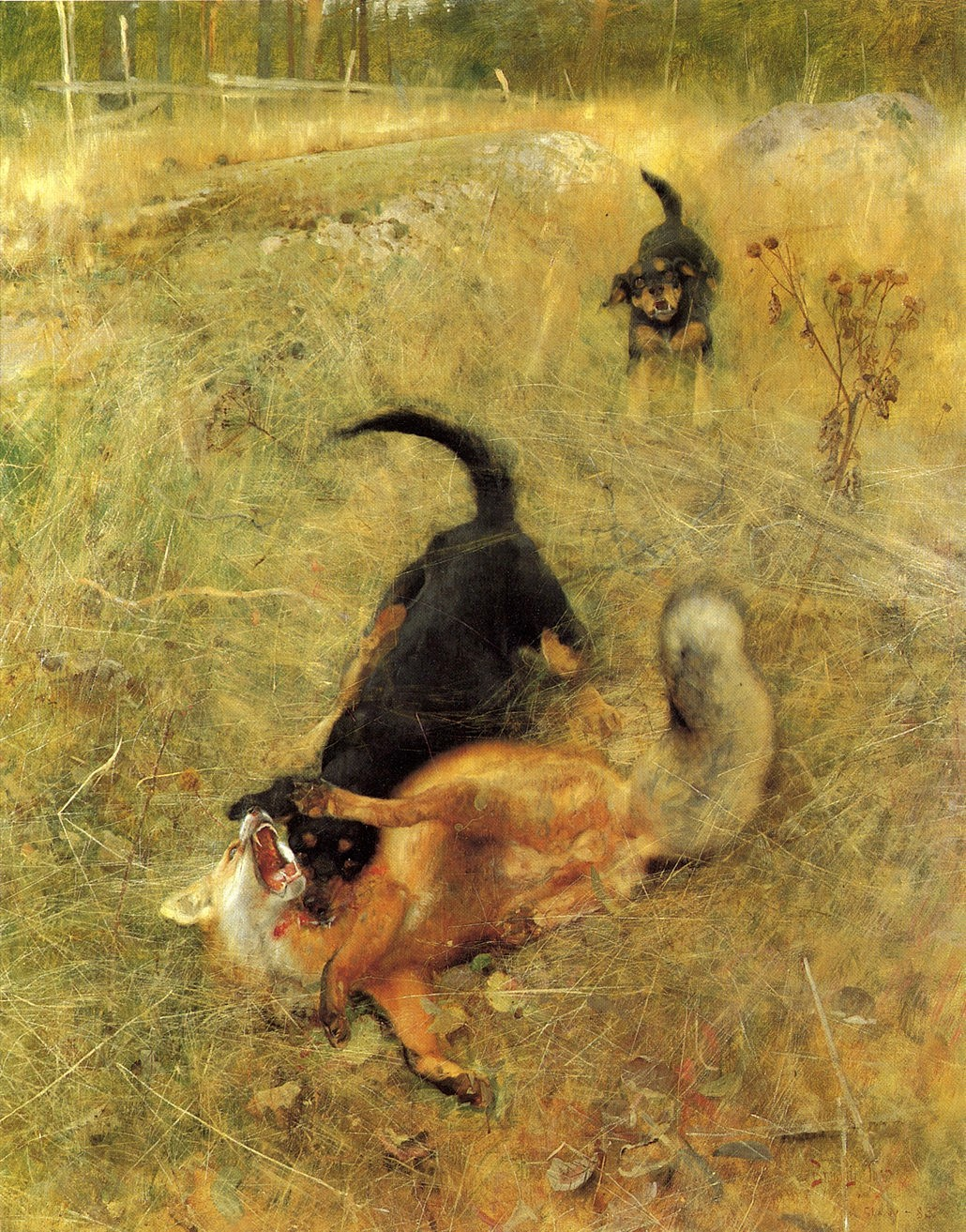
Beagle and Fox (1885), peint par Bruno Liljefors.

#### Motivations
Le Renard roux est chassé depuis très longtemps. Il était peu apprécié pour l'impact qu'il avait pour les éleveurs de volaille, qui voyaient régulièrement leurs animaux tués par des renards, ainsi que pour les dégâts causés au petit gibier, qui lui étaient imputés. Ces interférences dans les activités humaines et la mauvaise image du renard, largement répandue, ont contribué à ce qu'il soit considéré comme nuisible dans la législation de certains pays. On reprochait notamment au renard de faire plus de morts qu'il ne pouvait manger d'animaux, et de laisser de véritables hécatombes derrière lui. Ce fait s'explique par les caractéristiques des élevages de volailles ; la concentration d'un nombre important de proies, dans un lieu d'où il est difficile de s'échapper, amène une réaction de panique qui entraîne le phénomène. Les dégâts occasionnés étaient très importants lorsque la population était majoritairement rurale et qu'on trouvait dans les campagnes un grand nombre de petits poulaillers. C'est nettement moins le cas aujourd'hui, avec une population principalement urbaine et une professionnalisation importante des élevages de volaille. Le Renard roux chasse également le petit gibier comme les perdreaux ou les lapins, cependant sa raréfaction, dans certaines régions, est plutôt la conséquence de l'urbanisation croissante, des pratiques agricoles plus intensives, de la chasse ou de la densification du réseau routier. Dans des régions où il a été introduit comme en Australie, il pose un réel problème pour la faune locale, ce qui justifie des mesures de régulation des populations,.
En Grande-Bretagne, la chasse à courre du renard constituait auparavant une tradition qui rassemblait de nombreux amateurs. Elle a été interdite, car elle suscitait diverses réactions concernant le respect du bien-être animal. La chasse du renard est un loisir qui garde un certain nombre d'adeptes à travers le monde[réf. souhaitée]. Dans certains pays comme au Canada, le Renard roux est également chassé pour sa fourrure, mais cela reste marginal[réf. souhaitée]. Le Renard roux a souvent été victime de sa mauvaise réputation, en tant que vecteur de la rage. On a longtemps tenté d'éradiquer celle-ci en éliminant les renards, avec très peu de succès, car lorsque la population diminue, le renard s'adapte en élevant des portées plus importantes et compense les pertes occasionnées par ailleurs. C'est la vaccination qui a permis de lutter efficacement contre cette maladie virale et de l'éradiquer totalement en France et en Belgique.
Les renards sont vecteurs de l'échinococcose alvéolaire, maladie qui peut se révéler mortelle chez l'homme. Cette pathologie se découvre plusieurs années après l'avoir contractée : certaines personnes sont mortes car on croyait à un cancer du foie. Ces maladies sont transmises par la salive ou les excréments des carnivores porteurs ou par ingestion d'aliments souillés par eux. Néanmoins, un cycle se forme entre rongeurs et renards. Le ver se trouvant dans les excréments du renard et les rongeurs le mangeant, puis le renard mangeant les rongeurs, il y a un cycle naturel. Seuls une vingtaine à une soixantaine de cas sont déplorés chaque année en France. De plus, les chiens et chats non vermifugés peuvent la transmettre. Pour éviter de l'attraper, il faut avoir de l'hygiène dès que l'on est dans la nature ou avec des animaux.
La rage est une maladie que le renard transmettait autrefois, mais il ne la transmet plus depuis 2001, voire les années 1990 dans certains pays.
Le renard permet de réduire la propagation de la maladie de Lyme, maladie mortelle pour l'homme issue des tiques portées par les rongeurs. Les chasseurs contribueraient aux 600 000 personnes infectées par la maladie chaque année en régulant les populations de rongeurs[source insuffisante].
Le goupil est également un animal qui s'autorégule. En effet, la femelle peut avoir des portées de 2 à 12 renardeaux selon les ressources, et seules les femelles dominantes des territoires peuvent en avoir. Le renard ne serait donc pas à réguler, et en chassant, on permet aux renardes non dominantes de se ruer vers les mâles. Tout prédateur s'autorégule selon ses ressources[réf. souhaitée].
Plus de 600 000 à plus d'un million de renards sont tués chaque année en France. Les techniques de chasse du renard sont le déterrage (effectué en période de reproduction), la chasse à la courre, au fusil, à l'arc ou le piégeage.
Le renard permet la régulation des rongeurs et diminue les dégâts qu'ils causent aux cultures, pouvant faire économiser 1 000 euros par an aux agriculteurs dans l'achat de pesticides[réf. souhaitée]. Le renard se nourrit parfois des gibiers d'élevages (faisans, perdrix, lièvres) lâchés par les chasseurs pour la chasse, ce qui en fait un concurrent pour les chasseurs.
Toutefois, le renard aime se nourrir d’œufs et de nouveau-nés, détruisant ainsi des couvées de perdrix, faisans, cailles, ainsi que des nichées de lapins et de lièvres. Dans certains cas extrêmes, le renard peut aller jusqu'à attaquer de jeunes faons (bien que ces derniers ne possèdent aucune odeur à la naissance, l'intelligence du renard peut le mener au lieu de mise bas, en suivant la mère enceinte par exemple).

#### Méthodes de chasse

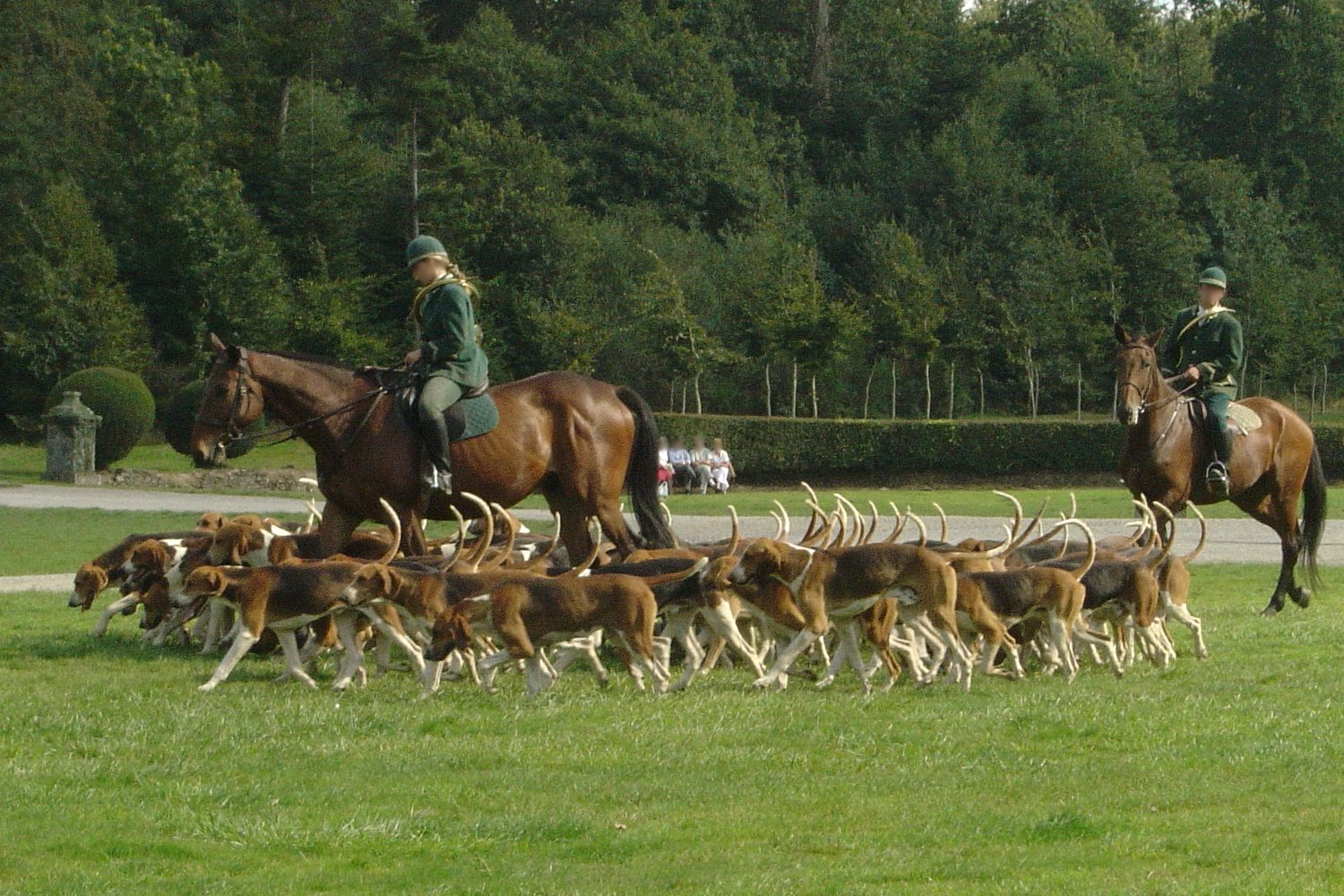
Équipage de chasse à courre en France.

La chasse au renard en France est réglementée  La chasse est interdite dans certains départements comme la Savoie et réglementée par les préfets dans les autres .
Elle peut se pratiquer au fusil (nécessite un permis de chasse), au piège (mais nécessite un permis de piégeage) ou à courre (équipage de vénerie). Le Renard roux peut également être déterré. Cette pratique consiste à acculer l'animal dans son terrier avec de petits chiens dits chiens de terrier comme le Jack Russell terrier ou le Fox terrier. On creuse alors à la verticale du renard pour finalement l'attraper avec des pinces et le tuer, ainsi que sa progéniture. On peut également le faire sortir de son terrier par l'intervention de chiens de terrier avant de le tirer au fusil à sa sortie. Le Renard roux étant classé nuisible, cette pratique est autorisée toute l'année en France. Le piégeage fut longtemps la méthode de chasse privilégiée, avec des outils comme le piège à mâchoires, qui fait l'objet d'une réglementation de plus en plus restrictive (progressivement interdit dans l'Union européenne depuis 1984), et divers autres types de pièges à appâts ou de faux terriers à la réussite plus ou moins aléatoire. Le gazage a également fait partie de la panoplie des armes qui ont été utilisées pour chasser le renard. Les produits employés étaient l'acide cyanhydrique, que l'on introduisait dans le terrier une fois toutes les issues de celui-ci bouchées pour en exterminer les occupants, et la chloropicrine qui permettait de faire sortir le renard du terrier pour le tuer au fusil une fois sorti. Le gazage faisait beaucoup de victimes collatérales, comme les chats forestiers et les blaireaux qui occupent le même type de terrier que les renards. En France, le décret no 2016-115 du 4 février 2016 confirme l'interdiction de 2012 de l’usage des produits toxiques pour la destruction d’animaux d’espèces nuisibles.
La chasse à courre, très prisée dans les pays anglo-saxons, a une réglementation très stricte fixée au XVIIIe siècle. Le renard est chassé par des chiens courants, la meute de chiens elle-même suivie par les chasseurs à cheval. Cette pratique nécessite des chevaux habiles et de bons cavaliers car les obstacles sont nombreux. Le renard est ainsi chassé pendant une à plusieurs heures. S'il se terre dans une garenne, sous un arbre ou dans des buissons denses, il en est sorti par l'emploi de chiens de terrier, et la poursuite recommence jusqu'à l'épuisement de l'animal qui est alors rattrapé par la meute de chiens qui le tue. La chasse au chien courant et au fusil classique est également pratiquée. Elle peut être organisée en battue avec plusieurs chasseurs, des rabatteurs avec des chiens qui dénichent le renard de son refuge, et des tireurs qui l'attendent sur son passage. Quelques chasseurs expérimentés pratiquent la chasse à l'affût, en particulier en Europe centrale. Le chasseur peut utiliser des appeaux pour attirer l'animal, et doit parfois attendre longtemps avant d'apercevoir sa cible.

### Lancer de renard

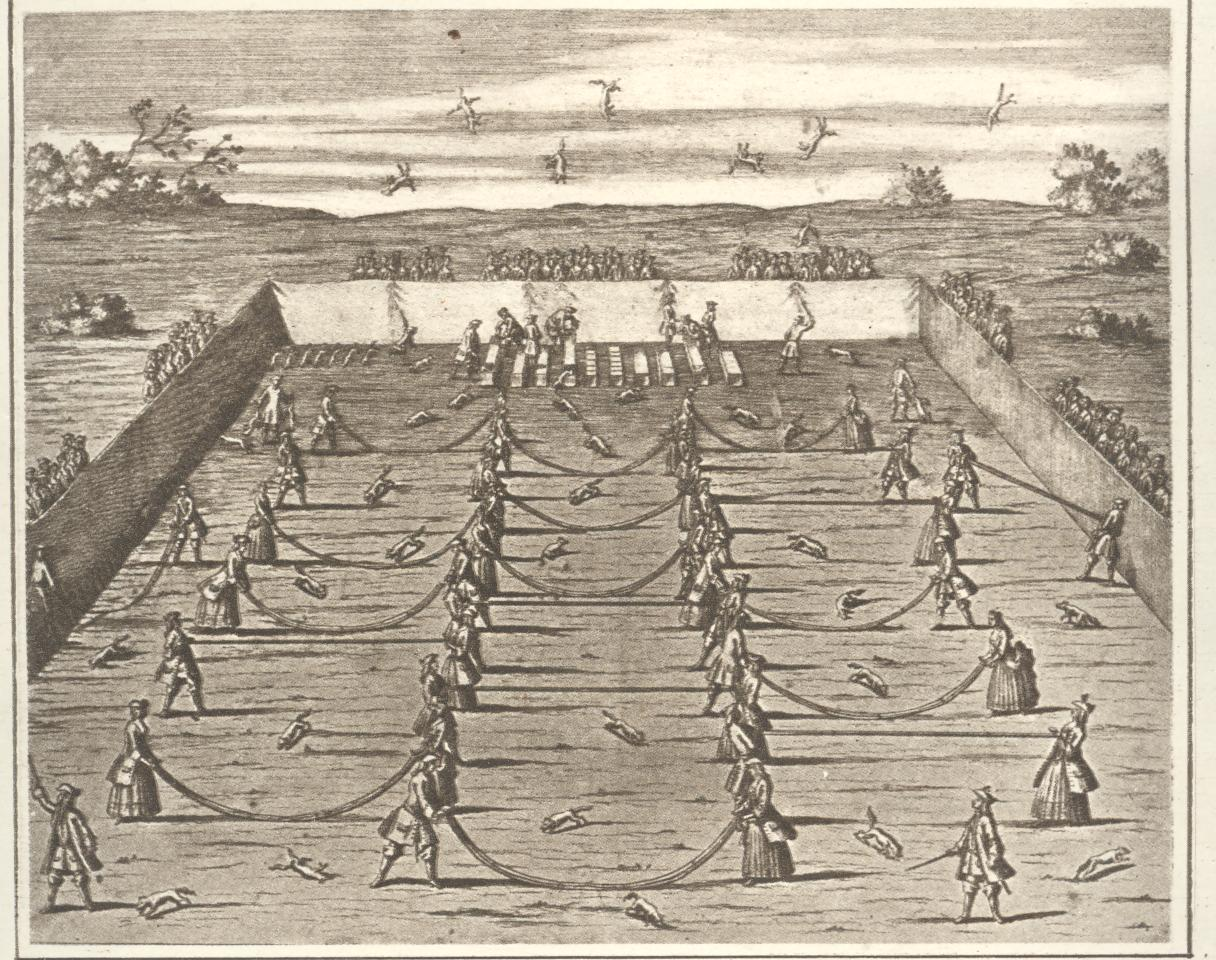
Un tournoi de lancer de renard au début du XVIIIe siècle, illustration de Der deutsche vollkommene Jäger (1719).

Le lancer de renard était un sport populaire dans certaines parties de l'Europe durant les XVIIe et XVIIIe siècles, où les participants lançaient en l'air des renards et d'autres animaux vivants. Le lancer se tenait dans une enceinte, constituée d'une clôture d'écrans de toile établie en plein air, ou installée dans la cour d'un château ou un palais. Deux personnes se tenaient à six ou sept mètres de distance, tenant les bouts d'une corde (ou d'un filet) posée à plat sur le sol. Un animal tel qu'un renard était alors sorti de sa cage et guidé dans l'arène, le forçant à franchir la corde. Lorsqu'il passait la corde, les lanceurs tiraient brusquement les bouts, ce qui propulsait l'animal en l'air. Le plus haut lancer gagnait le concours ; des lanceurs expérimentés pouvaient atteindre une hauteur de 7,5 m. Le résultat du lancer était souvent mortel pour l'animal.

### Commerce de peaux

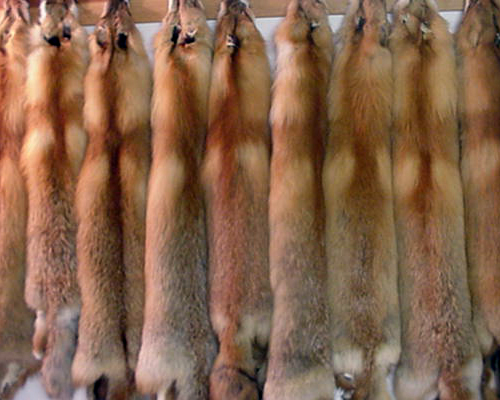
Peaux de Renard roux.

Du fait de son abondance, le Renard roux est une des espèces les plus utilisées pour la confection de fourrures. Sa peau est utilisée pour fabriquer des écharpes, manchons, vestes et manteaux, et principalement pour orner divers manteaux et accessoires en fourrure, dont des sorties-de-bal. Les peaux des renards argentés sont appréciées pour faire des châles, tandis que les formes croisées sont plutôt utilisées pour faire des écharpes et plus rarement des manteaux. Le nombre d'écharpes confectionnées à partir de fourrures de renard vendues dans le monde dépasse celui de l'ensemble des autres animaux produisant de la fourrure. Les animaux argentés ont une plus grande valeur pour les commerciaux de la fourrure, devant les croisés et les roux classiques. Au début du XXe siècle, plus de 100 000 peaux de renard en provenance d'Amérique sont importées au Royaume-Uni chaque année. L'Allemagne et la Russie exportent pour leur part annuellement 500 000 peaux. En 1985-86, le marché des fourrures de renard a concerné 1 543 995 peaux. Aux États-Unis, le marché des peaux de renard représente 50 millions de dollars de chiffre d'affaires et 45 % des fourrures d'animaux sauvages.
Les renards d'Amérique du Nord, et en particulier ceux de l'Alaska, sont les plus recherchés pour leur fourrure, car leur pelage est long, soyeux et très souple. On distingue toutefois les renards vivant sur la côte sud de cette région, car ils ont des peaux aux poils grossiers et durs, qui ont une valeur trois fois moindre que celle des autres renards de l'Alaska. Les sous-espèces européennes ont des fourrures de qualité moindre car plus grossières, à quelques exceptions près comme au Nord et à l'Est de la Russie où les fourrures sont de bonne qualité, mais toujours moindre que celles d'Amérique du Nord car moins soyeuses. Le marché de la fourrure était autrefois approvisionné en totalité par les chasseurs et trappeurs, mais depuis un siècle se sont développées des fermes d'élevage qui fournissent aujourd'hui la grande majorité des peaux de renard.

### Élevage

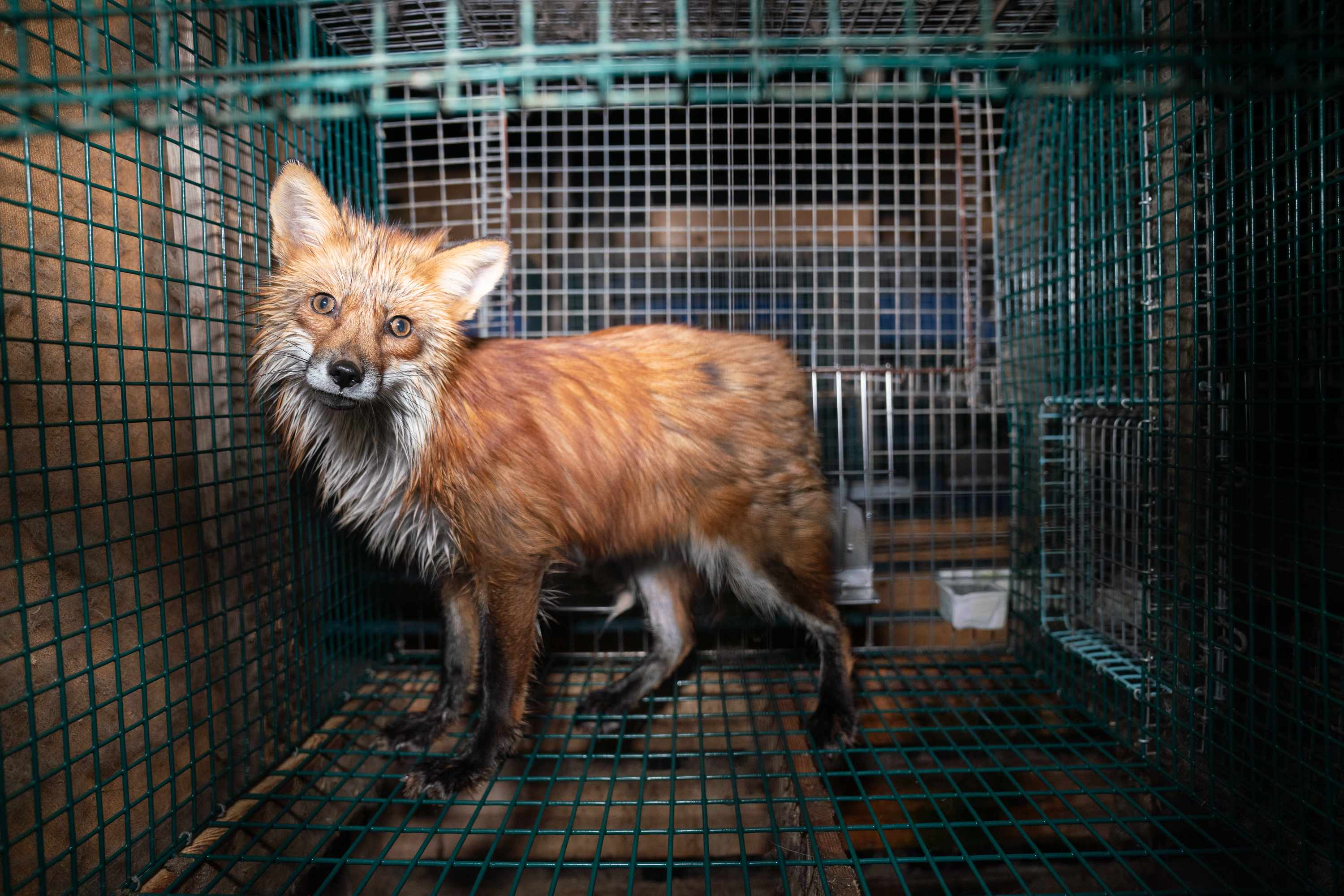
Renard roux dans une ferme d'élevage à Vörå en Finlande.

L'élevage du Renard roux est apparu à la fin du XIXe siècle en Amérique du Nord et en Scandinavie, afin d'approvisionner en masse le marché de la fourrure alors florissant. Il se développe rapidement au début du XXe siècle, et de nombreuses fermes voient le jour. Le contrôle des accouplements dans ces fermes d'élevage permet de sélectionner les animaux sur la qualité et la couleur de la fourrure. Ainsi, ce sont les animaux de type argenté qui sont prioritairement élevés dans ces fermes, car ce sont les fourrures les mieux valorisées, et diverses autres mutations apparaissent dans les élevages comme l'argenté clair, le platine, l'ambre, le perle et bien d'autres variantes. Aujourd'hui la Finlande est le premier producteur de fourrures de renard issues d'élevage, devant la Chine, la Russie, la Norvège et la Pologne. La production mondiale est de plus de cinq millions de peaux par an en 2003, y compris les peaux de Renard arctique, l'autre espèce concernée par l'élevage. Ces fermes sont régulièrement pointées du doigt par les associations militant pour le bien-être animal, qui dénoncent les conditions d'élevage de ces animaux[réf. à confirmer].

## Annexes

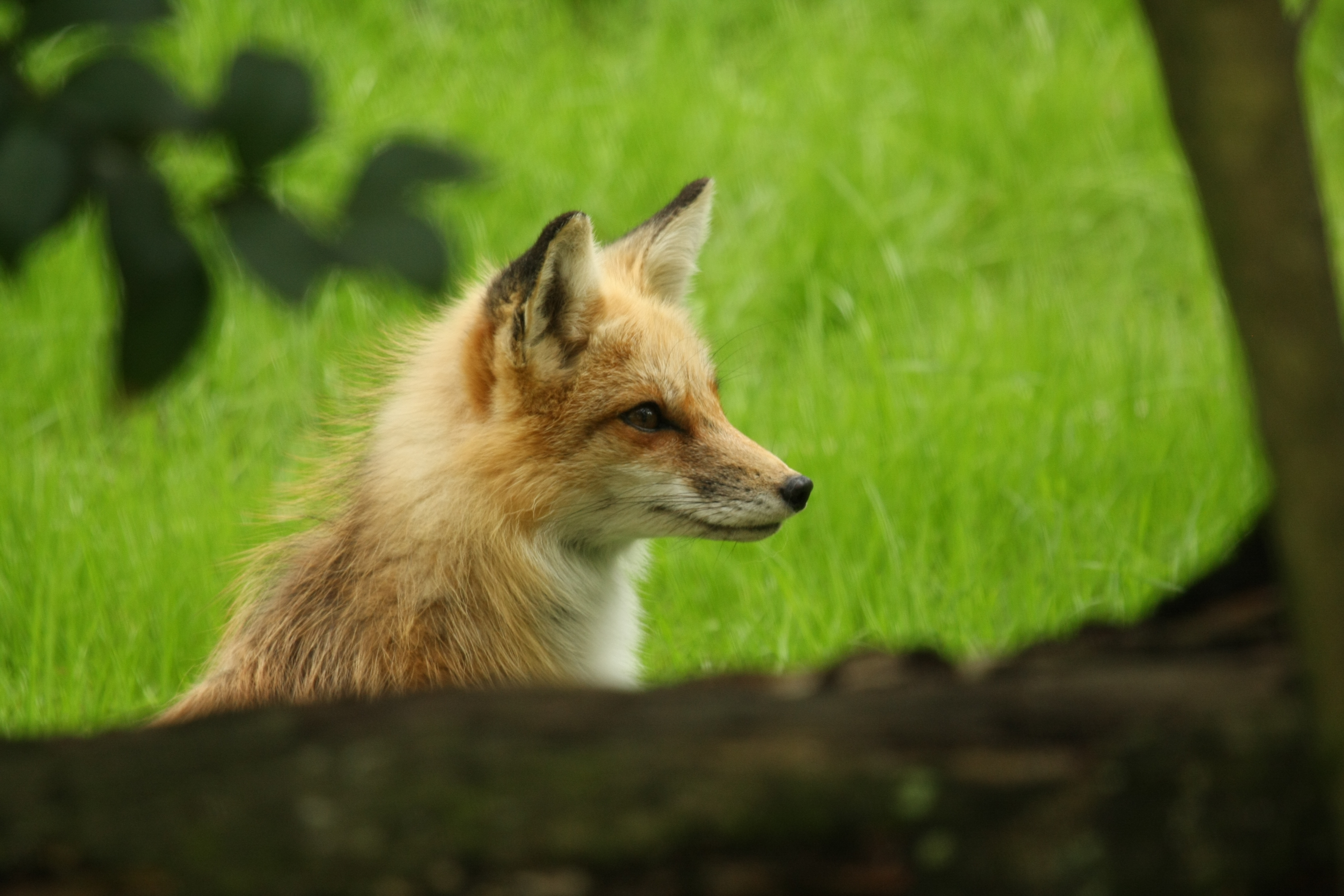
Renard roux vu de profil.

### Filmographie
- Documentaire Bruxelles sauvage, faune capitale, Bernard Crutzen, 2014.